# Novemberpogrome 1938

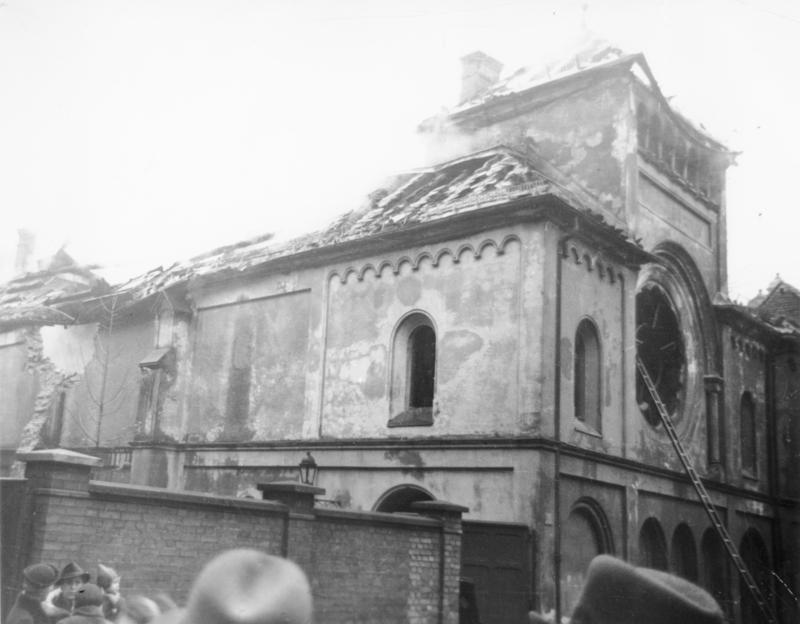
Die orthodoxe Synagoge Ohel Jakob in der Münchner Herzog-Rudolf-Straße nach dem Brandanschlag am 9. November 1938

Der Begriff Novemberpogrome 1938 bezieht sich hauptsächlich auf die Nacht vom 9. auf den 10. November 1938, die ursprünglich Reichskristallnacht oder Kristallnacht genannt wurde. Jahrzehnte später wurde vorwiegend der Ausdruck Reichspogromnacht verwendet. Diese Pogrome waren vom nationalsozialistischen Regime organisierte und gelenkte Gewaltmaßnahmen gegen Juden im Deutschen Reich.
Dabei wurden zwischen dem 7. und 13. November im ganzen Reichsgebiet mehrere hundert Juden ermordet, Schätzungen beziffern die Gesamtzahl der jüdischen Todesopfer der Pogrome auf 1000 bis 2000. Um die 1400 Synagogen, Betstuben und sonstige Versammlungsräume jüdischer Menschen sowie tausende Geschäfte, Wohnungen und jüdische Friedhöfe wurden gestürmt und zerstört. Ab dem 10. November folgten Deportationen jüdischer Menschen in Konzentrationslager. Mindestens 30.000 Menschen wurden dabei interniert, Hunderte starben an den Folgen der mörderischen Haftbedingungen oder wurden hingerichtet.
Die Pogrome markieren den Übergang von der Diskriminierung der deutschen Juden ab 1933 hin zu ihrer systematischen Vertreibung und Unterdrückung. Inwieweit sie eine Vorstufe zu dem drei Jahre später beginnenden Holocaust darstellen, der Vernichtung allen jüdischen Lebens, ist in der Geschichtswissenschaft umstritten.
Zum Teil wird der Begriff Kristallnacht bzw. Reichskristallnacht für die Ausschreitungen verwendet, der zwar im angelsächsischen Raum eingebürgert ist, aber im deutschsprachigen Diskurs als zynisch und euphemistisch kritisiert wird, da er suggeriere, es seien damals nur Fensterscheiben zu Bruch gegangen.

## Vorgeschichte
Die Novemberpogrome 1938 steigerten den staatlichen Antisemitismus zur Existenzbedrohung für die Juden im ganzen Deutschen Reich. Entgegen der NS-Propaganda waren sie keine Reaktion des „spontanen Volkszorns“ auf die Ermordung eines deutschen Diplomaten durch einen Juden. Sie sollten vielmehr die seit Frühjahr 1938 begonnene gesetzliche „Arisierung“, also die Enteignung jüdischen Besitzes und jüdischer Unternehmen planmäßig beschleunigen, mit der auch die Aufrüstung der Wehrmacht finanziert werden sollte.

### Die Judenpolitik des NS-Regimes

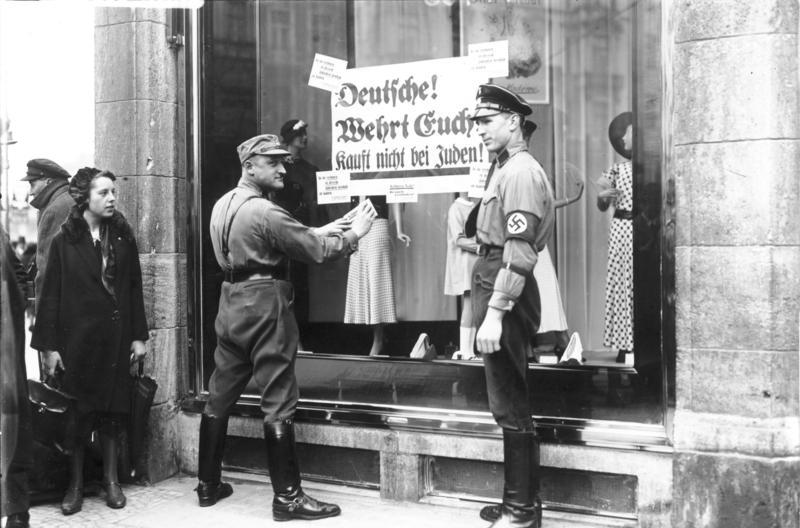
Berliner SA-Männer beim Anbringen von Plakaten, die zum Boykott jüdischer Geschäfte aufrufen, am 1. April 1933

Gewalttaten gegen Juden in Deutschland gab es auch vor der nationalsozialistischen „Machtergreifung“. Während der Hyperinflation 1923 griffen Antisemiten im Berliner Scheunenviertel Juden an. Der damalige SA-Führer Wolf-Heinrich von Helldorf organisierte in Berlin den Kurfürstendamm-Krawall von 1931. Nach der nationalsozialistischen Machtergreifung kam es zu einer ersten Welle antisemitischer Gewalt, die von der Parteibasis ausging und von der Führung geduldet wurde: Ausgehend vom Rhein-Ruhr-Gebiet griffen SA-Leute jüdische Geschäfte an, forderten einen Boykott und schüchterten Kunden ein. Am 11. März 1933 erreichte die Welle Braunschweig, wo ein „Warenhaussturm“ organisiert wurde. Am 1. April folgte der landesweite Judenboykott. Mit dem Berufsbeamtengesetz und dem Gesetz über die Zulassung zur Rechtsanwaltschaft vom 7. April verloren schon 1933 etwa 37.000 Juden ihre berufliche Existenz in Deutschland.
Daraufhin ließ die antisemitische Gewalt von unten nach. Jüdische Unternehmen wurden zeitweise ausdrücklich nicht benachteiligt, um sensible Wirtschaftszweige nicht zu schädigen. 1935 folgte eine zweite Welle antijüdischer Gewalt: Im März forderte Julius Streicher im NS-Hetzblatt Der Stürmer die Todesstrafe für „Rassenschande“. Im Juli 1935 kam es zum zweiten Kurfürstendamm-Krawall. Wieder reagierte der Staat auf den Druck der Parteibasis: Am 8. August 1935 verbot Hitler „wilde Aktionen“ gegen Juden, im September wurden die Nürnberger Gesetze erlassen. Im Februar 1936 wollte Reichspropagandaminister Joseph Goebbels das Attentat des jüdischen Studenten David Frankfurter auf den NSDAP-Funktionär Wilhelm Gustloff für „Aktionen“ gegen Juden ausnutzen, doch unterblieb dies, weil das NS-Regime die bevorstehenden Olympischen Sommerspiele zur NS-Propaganda benutzen wollte.
1937 zeichnete sich ein Kurswechsel von der schleichenden Verdrängung der Juden aus der deutschen Privatwirtschaft zu ihrer schnellen Zwangsenteignung durch den Staat ab. Im Januar forderte der „Reichsführer SS“ Heinrich Himmler erstmals öffentlich die „Entjudung Deutschlands“, die das 25-Punkte-Programm der NSDAP 1920 als Ziel benannt hatte. Sie könne am besten durch Mobilisierung des „Volkszorns“ und Ausschreitungen erreicht werden. Im Oktober wies das „Kampfblatt“ der SS, Das Schwarze Korps, auf die angeblich ungeschmälerte Macht der Juden in Handel und Industrie hin. Diese sei nicht länger zu dulden: „Heute brauchen wir keine jüdischen Betriebe mehr.“
Wirtschaftsminister Hjalmar Schacht hatte bereits 1934 gegen Streichers Boykottkampagnen protestiert, weil sie das Weihnachtsgeschäft zu stören drohten. Er wurde am 27. November 1937 abgelöst. Kurz darauf organisierte Streicher erneut einen Weihnachtsboykott gegen jüdische Geschäfte.

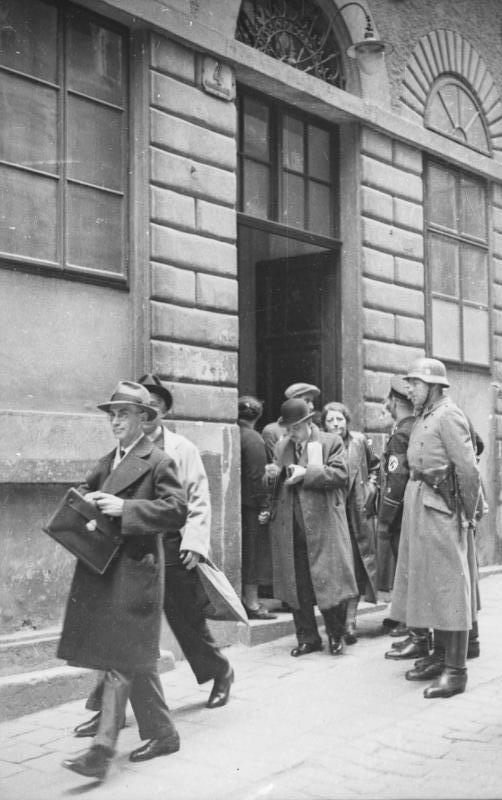
Razzia bei der Israelitischen Kultusgemeinde Wien, März 1938

1938 folgte die dritte Welle antisemitischer Gewalt: Mit dem „Anschluss Österreichs“ kamen 192.000 Juden zu den noch 350.000 Juden im „Altreich“ hinzu, so dass nun 542.000 Juden im „Großdeutschen Reich“ lebten. Vor allem in Wien mit neun Prozent jüdischem Bevölkerungsanteil kam es zu wochenlangen Ausschreitungen. SA-Schlägertrupps prügelten tausende jüdische Geschäftsinhaber aus ihren Läden, Betrieben und Wohnungen. Mittelständische NSDAP-Mitglieder ergriffen als „Kommissare“ die Leitung geraubter Geschäfte. Sie sahen dies als „Wiedergutmachung“ für Nachteile vor der „Reichseinung“ und versuchten auch, Aufkäufen jüdischer Firmen durch kapitalkräftige deutsche Großkonzerne zuvorzukommen. Um die „wilden Enteignungen“ zu stoppen, erklärte „Reichskommissar“ Josef Bürckel die „Kommissare“ am 13. April per Gesetz zu neuen Eigentümern, die nun ihr Betriebsvermögen anmelden mussten.
Am 26. April 1938 erließ Göring ein Gesetz, das alle Juden des Reiches zwang, ursprünglich bis zum 30. Juni, später bis 31. Juli verlängert, ihr gesamtes Vermögen, sofern es 5.000 Reichsmark überstieg, detailliert beim Finanzamt offenzulegen. Man schätzte ihr Gesamtvermögen auf 8,5 Milliarden, den Anteil an liquiden Wertpapieren auf 4,8 Milliarden Reichsmark. Das NS-Regime plante deren Zwangsumtausch in deutsche Staatsanleihen, um diese gegen Devisen im Ausland zu verkaufen. So sollte das Haushaltsdefizit verringert und die Vertreibung der Beraubten ins Ausland finanziert werden.
Viele „Alte Kämpfer“ bewerteten die Judenpolitik des Regimes als zu zögerlich. Der Berliner Polizeipräsident Wolf-Heinrich von Helldorff etwa legte auf Goebbels’ Anregung im Mai 1938 eine Denkschrift vor, die die radikale Heraustrennung der Berliner Juden aus Wirtschaft und Gesellschaft forderte. Goebbels nutzte im Juni 1938 die Juni-Aktion der Kampagne „Arbeitsscheu Reich“, die eigentlich gegen sogenannte Asoziale gerichtet war, zu Krawallen gegen jüdische Geschäftsinhaber in Berlin. Vor Polizeioffizieren verkündete er: „Nicht Gesetz ist die Parole, sondern Schikane. Die Juden müssen aus Berlin heraus.“ Dadurch geriet er in Konflikt mit dem Sicherheitsdienst des Reichsführers SS, der erkannt hatte, dass eine Pauperisierung der Juden dem übergeordneten Ziel im Weg stand, sie zur Auswanderung zu drängen. Auf Einwirken Hitlers wurden weitere antijüdische Aktionen mit Wirkung vom 21. Juni 1938 verboten. Im September kam es zu neuen antisemitischen Überfällen in Kassel, Rothenburg an der Fulda, Frankfurt am Main, Magdeburg, Hannover und Wien. Die unter Teilen der NSDAP-Mitglieder vorherrschende Pogromstimmung wird von dem Historiker Hans Mommsen mit der Kriegsgefahr in Zusammenhang gebracht, deren scheinbare Beilegung durch das Münchner Abkommen sich in vermehrtem antisemitischen Aktionismus entladen habe.
Angesichts der auf Auswanderung der Juden abzielenden Politik des NS-Regimes befürchteten die europäischen Nachbarstaaten eine Flüchtlingsflut und waren bestrebt, diese abzuwenden. Bei der internationalen Konferenz von Évian (Frankreich) im Juli 1938 erklärte sich keines der 32 teilnehmenden Länder zur Aufnahme der bedrohten Juden bereit. Vielmehr protestierte die Schweiz, in die viele Juden aus Österreich flohen, gegen die „Verjudung“ und drohte eine allgemeine Visumspflicht an. Daraufhin entzog das NS-Regime deutschen Juden die Reisepässe und ersetzte sie durch Sonderausweise mit dem neu eingeführten Judenstempel. Auch Luxemburg hielt am 9. November 1938 auf Beschluss seiner damaligen christlich-sozialistischen Regierung die Grenzen fest geschlossen und verstärkte die Grenzkontrollen. Adolf Eichmann richtete schließlich im Auftrag von Reinhard Heydrich im August in Wien die erste Zentralstelle für jüdische Auswanderung ein. Eine Flüchtlingswelle setzte ein: Bis Herbst verließen etwa 54.000 Juden das Reich.

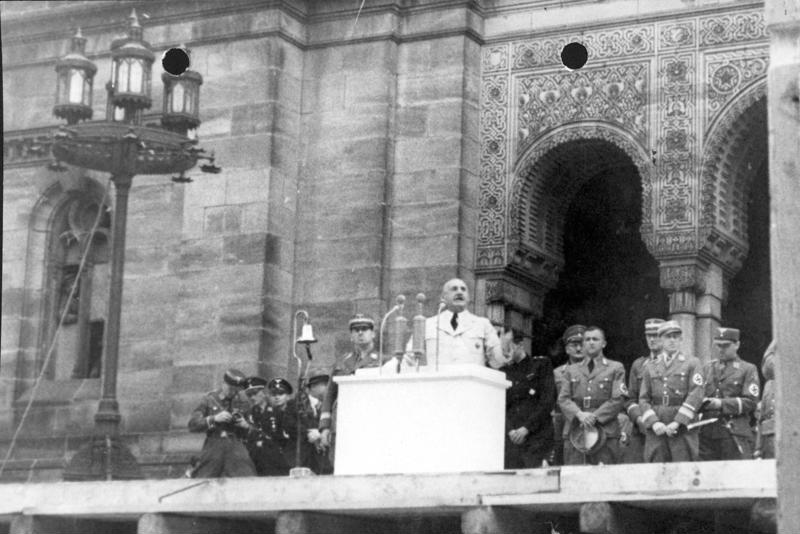
Julius Streicher erteilt Befehl zum Synagogen-Abbruch vor Nürnberger Hauptsynagoge, 10. August 1938

Am 14. Oktober kündigte Göring im Reichsluftfahrtministerium ein gigantisches Rüstungsprogramm an. Dieses sei jedoch durch das Staatsdefizit und begrenzte Produktionskapazitäten erschwert. Die Privatwirtschaft müsse daran mitwirken, da man andernfalls zur staatlich gelenkten Planwirtschaft übergehen werde. Die „Arisierung“ sei nun unumgänglich und allein Sache des Staates; sie dürfe auf keinen Fall wie in Österreich anarchisch als „Versorgungssystem untüchtiger Parteigenossen“ ablaufen.

### Erste Massenabschiebung („Polenaktion“)

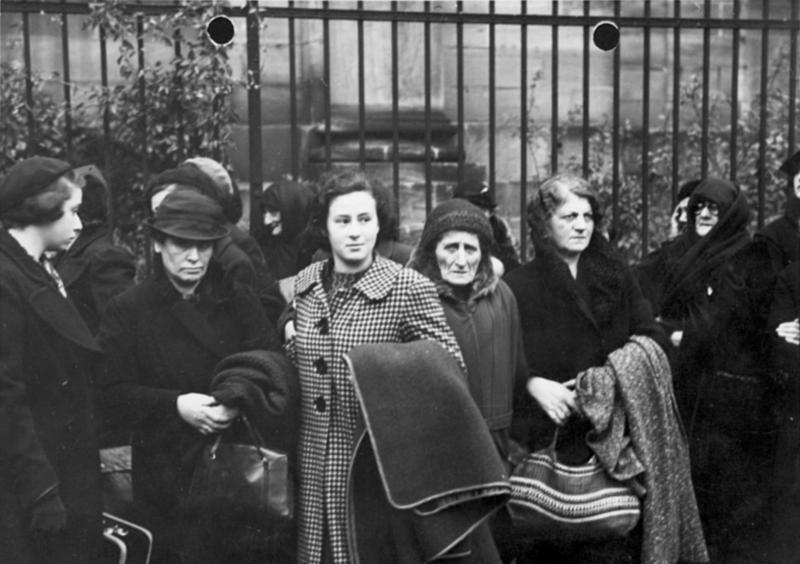
Ausweisung polnischer Juden aus Nürnberg am 28. Oktober 1938

Am 9. Oktober 1938 erließ Polen eine Verordnung, nach der die Pässe aller länger als fünf Jahre im Ausland lebenden Polen ohne Sondervisum eines zuständigen Konsulats am 30. Oktober ablaufen sollten. Das betraf vor allem bis zu 18.000 von geschätzten 70.000 polnischen, meist verarmten Juden, die vielfach illegal im Großdeutschen Reich lebten. Die deutsche Regierung stellte Polen daraufhin am 26. Oktober ein Ultimatum, die Rückkehrmöglichkeit der Staatenlosen zu garantieren, andernfalls werde man sie sofort ausweisen. Nach der erwarteten Ablehnung befahl die Gestapo allen Städten und Gemeinden am 27. Oktober, die Betroffenen sofort festzunehmen. In der Nacht zum 29. Oktober wurden sie aus ihren Wohnungen geholt, in schwer bewachten Zügen und Lastwagen zur deutsch-polnischen Grenze bei Zbąszyń (deutsch: Bentschen) abtransportiert und hinübergejagt.
Die unvorbereiteten polnischen Grenzbeamten verweigerten den Abgeschobenen zunächst mit Waffengewalt den Übertritt, die Deutschen wiederum die Rückkehr. Sie mussten tagelang ohne Nahrung in den überfüllten Grenzbahnhöfen oder im Niemandsland warten, bis die polnischen Behörden sie passieren ließen. Ein Teil kam in den nächsten Tagen bei jüdischen Gemeinden in Polen unter, etwa 7.000 Personen mussten aber zum Flüchtlingslager Zbąszyń in der Woiwodschaft Poznań marschieren, wo die polnische Regierung sie bis August 1939 internierte. Im Januar durften sie für kurze Zeit in ihre deutschen Heimatorte zurückkehren, um ihre Geschäfte zu verkaufen, Haushalte aufzulösen und so ihre erzwungene „Auswanderung“ zu regeln.

### Attentat als Vorwand

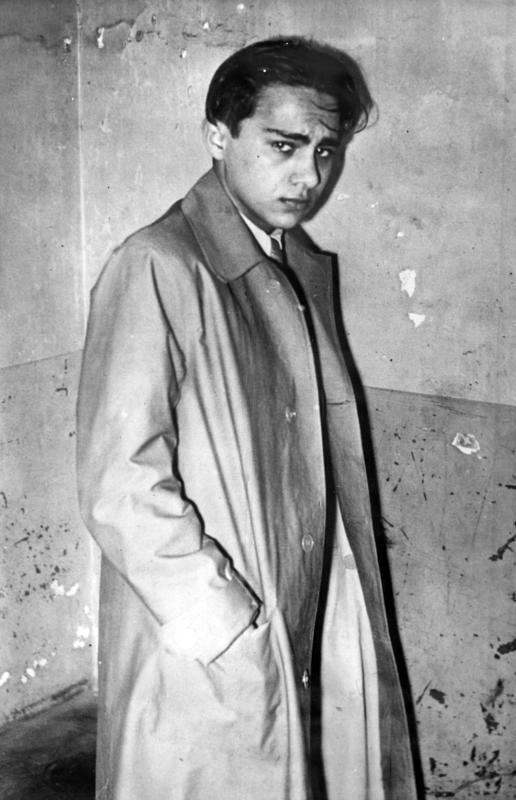
Herschel Grynszpan nach seiner Verhaftung in Paris am 8. November 1938

Am 3. November erfuhr der in Paris lebende siebzehnjährige polnische Jude Herschel Grynszpan, dass auch seine ganze Familie nach Zbąszyń vertrieben worden war. Er besorgte sich einen Revolver und schoss damit am 7. November 1938 in der Deutschen Botschaft, damals im Palais Beauharnais, auf den der NSDAP angehörenden Legationssekretär Ernst Eduard vom Rath. Dieser erlag am 9. November seinen Verletzungen.
1938 nutzten Teile der NS-Führung das Attentat als willkommenen Vorwand, um der unzufriedenen Parteibasis Gelegenheit zum Handeln gegen jüdisches Eigentum zu geben und die Juden beschleunigt dann auch gesetzlich aus dem deutschen Wirtschaftsleben auszuschalten. Bevor die französische Polizei die Hintergründe untersucht hatte, ließen Goebbels und sein Mitarbeiter Wolfgang Diewerge die Verschwörungstheorie verbreiten, Grynszpan habe im Auftrag des Weltjudentums gehandelt, das das nationalsozialistische Deutschland vernichten wolle. Zu diesem Zweck arbeite es an einer Vergiftung der deutsch-französischen Beziehungen, um so einen Krieg zu provozieren. Die Deutsche Allgemeine Zeitung wies in diesem Zusammenhang darauf hin, dass Grynszpan sein Attentat am Jahrestag der Oktoberrevolution begangen hatte. Noch am 7. November gab das Deutsche Nachrichtenbüro (DNB), eine zentrale Institution der Presselenkung im NS-Staat, eine Anweisung heraus, die Meldung über das Attentat sei in allen Zeitungen „in groesster Form herauszustellen“ und es sei besonders „darauf hinzuweisen, dass das Attentat die schwersten Folgen fuer die Juden in Deutschland haben muss“. Am darauffolgenden Tag schrieb Diewerge im Leitartikel des Völkischen Beobachters, betitelt Verbrecher am Frieden Europas:

„Es ist klar, daß das deutsche Volk aus dieser neuen Tat seine Folgerungen ziehen wird. Es ist ein unmöglicher Zustand, daß in unseren Grenzen Hunderttausende von Juden noch ganze Ladenstraßen beherrschen, Vergnügungsstätten bevölkern und als ‚ausländische‘ Hausbesitzer das Geld deutscher Mieter einstecken, während ihre Rassegenossen draußen zum Krieg gegen Deutschland auffordern und deutsche Beamte niederschießen. […] Die Schüsse in der deutschen Botschaft in Paris werden nicht nur den Beginn einer neuen deutschen Haltung in der Judenfrage bedeuten, sondern hoffentlich auch ein Signal für diejenigen Ausländer sein, die bisher nicht erkannten, daß zwischen der Verständigung der Völker letztlich nur der internationale Jude steht.“

Ähnliche Kommentare finden sich am 8. und 9. November in anderen Parteizeitungen der NSDAP, etwa im Westdeutschen Beobachter.

## Verlauf

### Erste Übergriffe

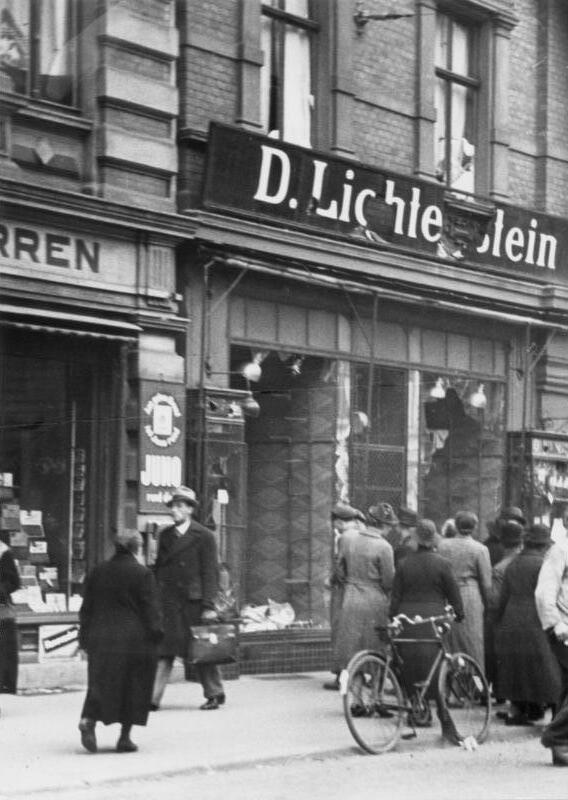
Zerstörtes jüdisches Geschäft in Magdeburg

Die Nachricht vom Attentat auf den zuvor weitgehend unbekannten Diplomaten vom Rath erreichte die deutsche Öffentlichkeit erst am 8. November 1938 durch die Tagespresse. Bereits am Spätnachmittag des 7. November begannen jedoch in Kurhessen und Magdeburg-Anhalt die ersten Übergriffe gegen Juden, ihre Wohnungen, Geschäfte, Gemeindehäuser und Synagogen. Die Täter waren Angehörige von SA und SS. Sie traten in Zivilkleidung auf, um wie normale Bürger zu wirken und die übrige Bevölkerung zum „Volkszorn“ wegen des Attentats in Paris aufzuhetzen. Am Abend des 7. November wurden die Synagoge und andere jüdische Einrichtungen in Kassel, in derselben Nacht auch jene umliegender Orte wie Bebra, Rotenburg an der Fulda und Sontra verwüstet. Am 8. November brannte in Bad Hersfeld die erste Synagoge. In den Landkreisen Fulda und Melsungen, u. a. den Orten Baumbach, Eschwege, Fritzlar, Witzenhausen, wurden fast alle jüdischen Wohnungen und Geschäfte demoliert. Im Laufe des Abends und der Nacht wurden zahlreiche Juden misshandelt. In Felsberg gab es dabei das erste jüdische Todesopfer in Kurhessen.
Am Nachmittag des 9. November wurden ab 15 Uhr die Synagoge und das jüdische Gemeindehaus in Dessau angezündet. Ab 19 Uhr begannen die Ausschreitungen in Chemnitz. Die Brandstiftungen betrafen allesamt nur Synagogen und Geschäfte, deren Brände die Nachbarhäuser nicht gefährden konnten. Nichtjüdische Häuser und Wohnungen blieben überall verschont.
Von wem die Initiative zu den Ausschreitungen in Kurhessen kam, ist umstritten. Der Historiker Wolf-Arno Kropat glaubt, Gaupropagandaleiter Heinrich Gernand sei „offensichtlich“ vom Reichspropagandaministerium dazu beauftragt worden. Alan E. Steinweis sieht dafür keine Belege. Höchstwahrscheinlich habe Gernand die Berliner Propaganda als Signal verstanden, seine Parteigenossen gegen die örtlichen Juden losschlagen zu lassen. Angela Hermann hingegen schließt eine Anstiftung der kurhessischen Exzesse durch Goebbels aus und hält auch die Gernand zugeschriebene Rolle als Anstifter für fragwürdig. Die Aktionen wurden von örtlichen Parteiführern – darunter einem Kreisleiter – und SA-Parteiaktivisten gesteuert; teilweise wurden sie von auswärtigen Parteimitgliedern dazu aufgefordert. Der Historiker Hans-Jürgen Döscher geht davon aus, dass sich hier das „gewalttätige Potential der antisemitischen Parteibasis“ zeigte.

### Die Nacht vom 9. auf den 10. November 1938

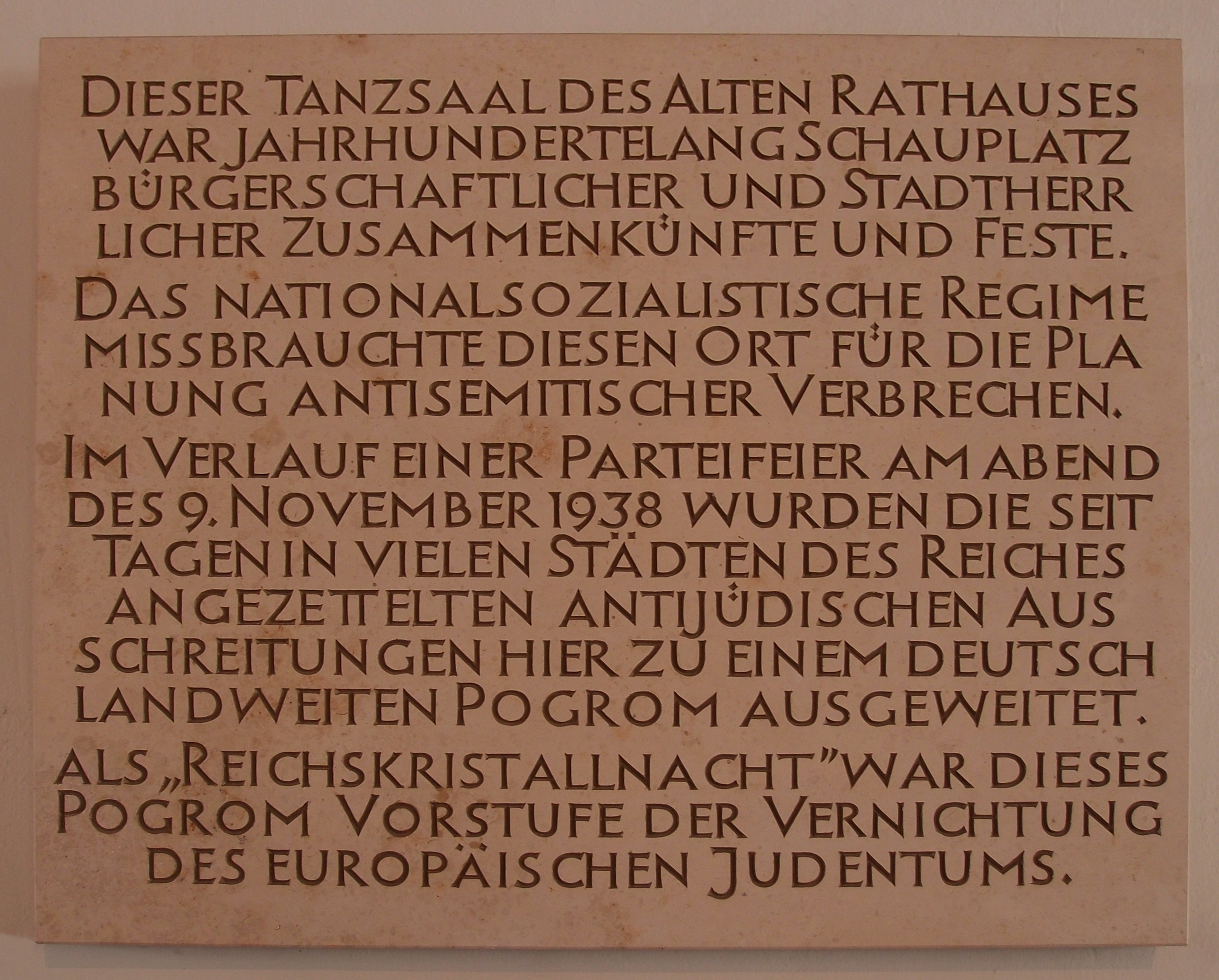
Gedenktafel am Alten Rathaus in München

Adolf Hitler hatte seinen Begleitarzt Karl Brandt und den angesehenen Unfallchirurgen Georg Magnus nach Paris an vom Raths Krankenbett beordert und diesen um drei Klassen zum Gesandtschaftsrat I. Klasse befördert. Am 9. November nahm er nach dem Gedenkmarsch für den Hitlerputsch an einem Essen bei einem Kameradschaftsabend der Parteiführung mit „alten Kämpfern“ im Alten Rathaus in München teil. Dort erfuhr er vom Tod des Diplomaten. Sofort besprach er sich während des Essens mit Goebbels, der ihn über bereits anlaufende Ausschreitungen informierte, und entschied: „Die Demonstrationen weiterlaufen lassen. Polizei zurückziehen. Die Juden sollen einmal den Volkszorn zu verspüren bekommen.“ Entgegen seiner Gewohnheit verzichtete er auf eine Rede und verließ die Versammlung nach dem Essen.
Goebbels machte anschließend gegen 22 Uhr vor den versammelten Partei- und SA-Führern die Nachricht bekannt. Er benutzte den Tod zu einer antisemitischen Auslegung des Attentats, in der er „die Jüdische Weltverschwörung“ für den Tod vom Raths verantwortlich machte. Er lobte die judenfeindlichen Aktionen im ganzen Reich, bei denen auch Synagogen in Brand gesetzt worden seien, und verwies dazu auf Kurhessen und Magdeburg-Anhalt. Er äußerte, dass die Partei nicht als Organisator antijüdischer Aktionen in Erscheinung treten wolle, aber diese dort, wo sie entstünden, auch nicht behindern werde. Die anwesenden Gauleiter und SA-Führer verstanden dies als indirekte, aber unmissverständliche Aufforderung, die „spontanen“ Aktionen des „Volkszorns“ zu organisieren.

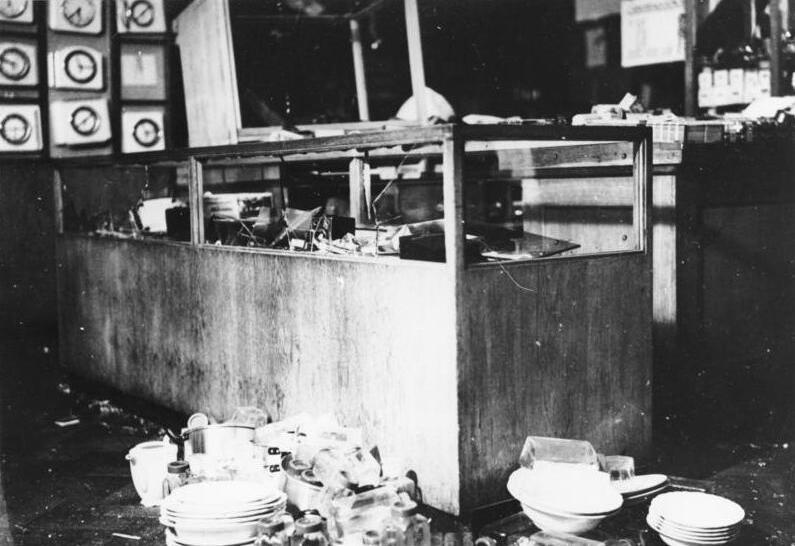
Zerstörungen im Kaufhaus Uhlfelder in München

 Nach Goebbels’ Rede telefonierten sie gegen 22:30 Uhr mit ihren örtlichen Dienststellen. Danach versammelten sie sich im Hotel „Rheinischer Hof“, um von dort aus weitere Anweisungen für Aktionen durchzugeben. Goebbels selbst ließ nach Abschluss der Gedenkfeier nachts Telegramme von seinem Ministerium aus an untergeordnete Behörden, Gauleiter und Gestapostellen im Reich aussenden. Diese wiederum gaben entsprechende Befehle an die Mannschaften weiter, in denen es etwa hieß (SA-Stelle „Nordsee“):

„Sämtliche jüdische Geschäfte sind sofort von SA-Männern in Uniform zu zerstören. Nach der Zerstörung hat eine SA-Wache aufzuziehen, die dafür zu sorgen hat, dass keinerlei Wertgegenstände entwendet werden können. […] Die Presse ist heranzuziehen. Jüdische Synagogen sind sofort in Brand zu stecken, jüdische Symbole sind sicherzustellen. Die Feuerwehr darf nicht eingreifen. Es sind nur Wohnhäuser arischer Deutscher zu schützen, allerdings müssen die Juden raus, da Arier in den nächsten Tagen dort einziehen werden. […] Der Führer wünscht, dass die Polizei nicht eingreift. Sämtliche Juden sind zu entwaffnen. Bei Widerstand sofort über den Haufen schießen. An den zerstörten jüdischen Geschäften, Synagogen usw. sind Schilder anzubringen, mit etwa folgendem Text: ‚Rache für Mord an vom Rath. Tod dem internationalen Judentum. Keine Verständigung mit Völkern, die judenhörig sind.‘ Dies kann auch erweitert werden auf die Freimaurerei.“

Himmler nahm in der Nacht gemeinsam mit Hitler an einer Vereidigung von SS-Anwärtern am Odeonsplatz teil und instruierte den Chef der Gestapo-Abteilung für Regimegegner, Heinrich Müller. Dieser sandte um 23:55 Uhr ein Telex an alle Leitstellen der Staatspolizei im Reich: Die Sicherheitsdienste sollten sich heraushalten. Sie sollten aber für den „Schutz“ des jüdischen Eigentums vor Plünderung sorgen. Punkt 3 lautete: „Es ist vorzubereiten die Festnahme von etwa 20–30.000 Juden im Reiche. Es sind auszuwählen vor allem vermögende Juden. Nähere Anordnungen ergehen noch im Laufe dieser Nacht.“ Anschließend erteilte er Heydrich „nähere Anordnungen“, der diese um 1:20 Uhr seinerseits als Telex an alle Untergebenen sandte. Darin bekräftigte er das Verbot zu plündern, den Schutz für Nachbargebäude vor Bränden und ergänzte, dass – auch jüdische – Ausländer nicht zu belästigen seien. Die Zahl der Festzunehmenden ließ er offen:

„Sobald der Ablauf der Ereignisse dieser Nacht die Verwendung der eingesetzten Beamten hierfür zulässt, sind in allen Bezirken so viele Juden – insbesondere wohlhabende – festzunehmen, als in den vorhandenen Hafträumen untergebracht werden können.“

Der Zweck dieser Verhaftungen war es, Gestapo und SS, die durch Goebbels’ Rede vor vollendete Tatsachen gestellt worden waren, an den Enteignungen partizipieren zu lassen und Geldmittel zur Förderung jüdischer Auswanderung akquirieren.
Polizei und SS waren offenkundig von den Pogromen überrascht worden, die eine Stunde, bevor man sie informiert hatte, begonnen hatten. Darauf deutet nicht zuletzt die Tatsache hin, dass zwei Anordnungen an identische Empfänger gesandt wurden, Müllers Telex war offenkundig hastig formuliert worden und musste deshalb durch Heydrichs Schreiben ergänzt und konkretisiert werden. Die Leitung der Zerstörungen oblag nicht ihnen, sondern den örtlichen Propagandaämtern der NSDAP. Sie beriefen die SA-Ortsgruppen ein, die ihre Mitglieder instruierten und in Marsch setzten, um die Befehle auszuführen. In Nürnberg z. B. wurden sie wie in den meisten deutschen Städten nach Augenzeugenberichten wie folgt umgesetzt:

„Zuerst kamen die großen Ladengeschäfte dran; mit mitgebrachten Stangen wurden die Schaufenster eingeschlagen, und der am Abend bereits verständigte Pöbel plünderte unter Anführung der SA die Läden aus. Dann ging es in die von Juden bewohnten Häuser. Schon vorher informierte nichtjüdische Hausbewohner öffneten die Türen. Wurde auf das Läuten die Wohnung nicht sofort geöffnet, schlug man die Wohnungstür ein. Viele der ‚spontanen‘ Rächer waren mit Revolver und Dolchen ausgestattet; jede Gruppe hatte die nötigen Einbrecherwerkzeuge wie Äxte, große Hammer und Brechstangen dabei. Einige SA-Leute trugen einen Brotbeutel zur Sicherstellung von Geld, Schmuck, Fotos und sonstigen Wertgegenständen, die auf einen Mitnehmer warteten. Die Wohnungen wurden angeblich nach Waffen durchsucht, weil am Tage vorher ein Waffenverbot für Juden veröffentlicht worden war. Glastüren, Spiegel, Bilder wurden eingeschlagen, Ölbilder mit den Dolchen zerschnitten, Betten, Schuhe, Kleider aufgeschlitzt, es wurde alles kurz und klein geschlagen. Die betroffenen Familien hatten am Morgen des 10. November meistens keine Kaffeetasse, keinen Löffel, kein Messer, nichts mehr. Vorgefundene Geldbeträge wurden konfisziert, Wertpapiere und Sparkassenbücher mitgenommen. Das schlimmste dabei waren die schweren Ausschreitungen gegen die Wohnungsinhaber, wobei anwesende Frauen oft ebenso misshandelt wurden wie die Männer. Eine Anzahl von Männern wurde von den SA-Leuten unter ständigen Misshandlungen und unter dem Gejohle der Menge zum Polizeigefängnis getrieben. […] Am anderen Morgen wurden gegen 4 Uhr morgens alle [der zuvor inhaftierten] Personen unter 60 Jahren nach Dachau abtransportiert.“

Doch nicht nur Synagogen und jüdische Geschäfte wurden zerstört, die Gewalt machte auch vor Kinder- und Altenheimen nicht halt. In Emden wurden die Bewohner eines Altersheims aus ihren Betten geholt, in Nachtkleidung an der brennenden Synagoge vorbeigeführt und dann gezwungen, Kniebeugen und andere Freiübungen zu machen. Im Zuge der Ausschreitungen und des Chaos, in dem sie stattfanden, wurden zahlreiche Juden ermordet. In Lesum, einem Vorort von Bremen, glaubte zum Beispiel der Bürgermeister und Chef des örtlichen SA-Sturms aufgrund eines Übermittlungsfehlers, es sollten alle Juden getötet werden. Die Weitergabe dieses irrigen Befehls führte zur Ermordung eines Lesumer Arztes und seiner Frau. In Österreich erlaubten SA-Leute einem jungverheirateten Paar nicht, ihr wenige Monate altes Kind bei der Verhaftung mitzunehmen. Das Baby blieb unversorgt in der Wohnung zurück und starb. Wie viele Juden bei den Pogromen umkamen, ist nicht sicher zu ermitteln. Das Oberste Parteigericht der NSDAP bezifferte ihre Zahl auf 91. In der Fachliteratur wird sie deutlich höher geschätzt. Der britische Historiker Richard J. Evans geht davon aus, dass die Zahl der jüdischen Todesopfer der Novemberpogrome, insbesondere wenn man die mindestens 300 aus Verzweiflung begangenen Suizide berücksichtigt, wahrscheinlich zwischen 1000 und 2000 lag.

### Die Ereignisse der Folgetage
Am 10. November ließ Goebbels über das DNB die Pogrome als „berechtigte und verständliche Empörung des deutschen Volkes über den feigen Meuchelmord an einem Diplomaten“ rechtfertigen. Er verband damit „die strenge Aufforderung, von allen Demonstrationen und Aktionen gegen das Judentum, gleichgültig welcher Art, sofort abzusehen“. Am selben Tag verbot Rudolf Heß in seiner Eigenschaft als „Stellvertreter des Führers“ in einer Weisung an die Gauleitungen strikt alle weiteren „Brandlegungen an jüdischen Geschäften oder dergleichen“.
Die Pogrome wurden dennoch fortgesetzt. In Österreich begannen sie erst am 10. November; sie verliefen dort noch heftiger. Sie dauerten im ganzen Reich, besonders in ländlichen Gebieten, bis in den Nachmittag hinein. In Harburg-Wilhelmsburg etwa begannen die Pogrome erst am Abend des 10. November. Hier wurde die Leichenhalle auf dem Jüdischen Friedhof in Brand gesteckt. Die Synagoge wurde geplündert, blieb aber stehen. Nationalsozialisten in der Freien Stadt Danzig begannen ihre Angriffe auf die örtlichen Juden sogar erst am 12. November. In kleineren Orten kam es bis zum 11., vereinzelt sogar bis zum 12. und 13. November noch zu Ausschreitungen.
Die befohlene Trennung von SA-Maßnahmen und SS-„Begleitschutz“ wurde in vielen Regionen missachtet, zumal der Befehl dazu erst Stunden nach Beginn der Pogrome ausgegeben worden war. In Bensheim, im Bodenseeraum, am Niederrhein, in Oberschlesien und Wien u. a. führten die Sicherheitskräfte die Zerstörungen selbst an; dort wo die Brandstiftung nicht ausreichte, halfen sie mit Sprengsätzen nach. Die Vorgänge dokumentiert beispielsweise ein Bericht aus Baden-Baden:

„Ehe die SS die Synagoge in Brand steckte, zwang sie die Männer der jüdischen Gemeinde, sich dort zu versammeln. Entgegen dem jüdischen Brauch mussten sie ihre Hüte abnehmen. Das Gemeindeglied Herr Dreyfus wurde gezwungen, von der Kanzel herab aus dem nationalsozialistischen Hetzblatt Der Stürmer vorzulesen. Die Gemeinde hatte im Chor zu antworten: ‚Wir sind ein dreckiges, filziges Volk.‘ Die SS zwang die Männer, im Gotteshaus Nazilieder zu singen und Turnübungen vorzuführen.“

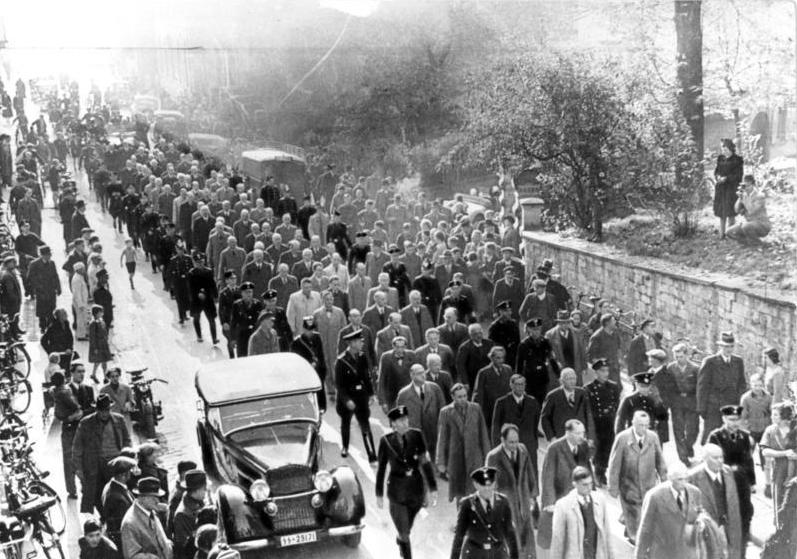
Nach dem Novemberpogrom wird eine Kolonne Juden zur Schutzhaft ins KZ gebracht, Baden-Baden, November 1938

Direkt im Anschluss an die Zerstörungen begann am 10. November gegen vier Uhr morgens die befohlene Inhaftierung (sogenannte Schutzhaft) von etwa 30.000 männlichen, meist jüngeren und wohlhabenderen Juden. Diese so genannten Aktionsjuden machten rund ein Zehntel der in Deutschland verbliebenen Juden aus. Sie wurden gesammelt und vielfach in Formation durch die Städte getrieben. In den Tagen darauf wurden sie von Gestapo und SS in die drei deutschen Konzentrationslager Buchenwald, Dachau und Sachsenhausen verschleppt, um sie zur Emigration zu nötigen und ihr Vermögen zu arisieren. Laut Bericht eines Berliner Juden ließen die Wachmannschaften beim „Hofappell“, dem nächtelangen Strammstehen bei Eiseskälte auf dem Lagerplatz, keinen Zweifel daran, dass sie die Insassen dezimieren wollten: „Ihr seid nicht in einem Sanatorium, sondern in einem Krematorium. […] Die SS hat das Recht, auf Euch zu schießen, wann sie will“.

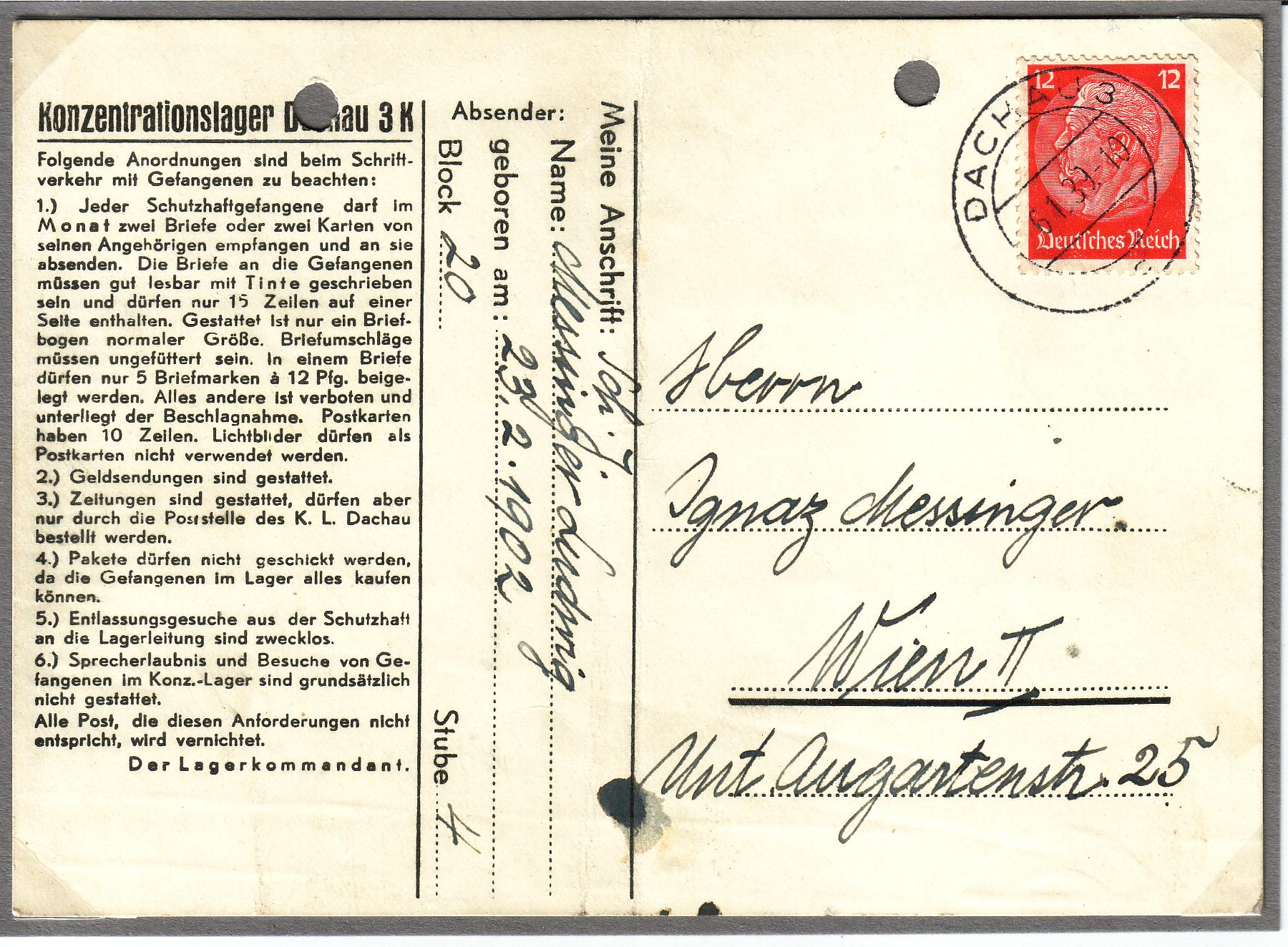
Häftlingskarte eines im KZ Dachau internierten Juden, erkennbar an SCH.J. = „Schutzhaft Jude“

Die barbarische Behandlung der in das KZ Buchenwald Eingelieferten beschrieb detailliert z. B. der Augenzeuge Eugen Kogon. Sie mussten etwa im Winter 1938/39 mit bloßen Händen den Schnee im Lager räumen; Notamputationen der erfrorenen Gliedmaßen verweigerte der SS-Lagerarzt: Für Juden stelle ich nur Totenscheine aus.
Die Pogrome waren keine Artikulation des „Volkszorns“, sondern gingen auf die NSDAP und ihre angeschlossenen Verbände zurück. Propagandaminister Goebbels hatte die Mitglieder zwar aufgefordert, in Zivil aufzutreten, doch wurde dies nur teilweise befolgt. Seine Hoffnung, mit den Aktionen eine breite Volksbewegung gegen die Juden auszulösen, erfüllte sich nicht. Gleichwohl waren durchaus nicht alle, die sich an den Ausschreitungen beteiligten, SA-Männer: Im Laufe des 10. Novembers, eines normalen Schultags, griffen zahlreiche Jugendliche, die von der Hitlerjugend oder der Schule mobilisiert worden waren, Juden und ihr Eigentum an. Auch viele Unternehmer stachelten ihre Arbeiter zu antisemitischen Ausschreitungen an und beteiligten sich auch selbst daran. Auf den Vandalismus folgten vielerorts spontane Plünderungen, an denen sich besonders viele Frauen beteiligten. Der Historiker Alan E. Steinweis nennt „die Bereitschaft Zehntausender Deutscher, Gewalttaten gegen ihre jüdischen Nachbarn zu begehen,“ als Erklärung für die reichsweite Destruktivität der Pogrome.

## Folgen

### Das Treffen im Reichsluftfahrtministerium
Am 12. November trafen sich 100 hochrangige Vertreter des NS-Regimes auf Einladung Görings im Reichsluftfahrtministerium, um in einer vierstündigen Sitzung das weitere Vorgehen in der Judenpolitik zu besprechen und die Konflikte beizulegen, die innerhalb der nationalsozialistischen Polykratie aufgetreten waren. Vier der ursprünglich sieben Teile des Sitzungsprotokolls sind als wortgetreue Kopie erhalten.
Bereits am 10. November hatte Hitler nach Görings Aussage ihm und Goebbels befohlen, die Juden nun vollends aus der deutschen Wirtschaft auszuschließen. Wie dies geschehen könne, diskutierten die Anwesenden am 12. November 1938. Ein Ergebnis war die Verordnung zur Ausschaltung der Juden aus dem deutschen Wirtschaftsleben, die Göring am selben Tag erließ: Danach sollten alle reichsdeutschen Juden weitgehend enteignet, aus dem Kulturleben entfernt, aus dem Blickfeld der Öffentlichkeit verbannt und zur Auswanderung gezwungen werden. Das erklärte Ziel war, das Deutsche Reich „judenfrei“ zu machen. Die Bestandsaufnahme zeigte, dass ein Großteil der zerstörten „jüdischen“ Geschäftsräume und Wohnungen „Ariern“ gehörte und von Juden nur gemietet war; die Versicherungsgesellschaften mussten diese Schäden ersetzen. Allein der Glasbruch kostete annähernd drei Millionen, die gesamten Versicherungsschäden wurden auf 225 Millionen Reichsmark beziffert.
Göring zeigte sich mit den Pogromen und implizit auch mit Goebbels sehr unzufrieden: „[D]iese Demonstrationen habe ich satt. Sie schädigen nicht den Juden, sondern schließlich mich, der ich die Wirtschaft als letzte Instanz zusammenzufassen habe.“ Goebbels’ Einwurf, „der Jude“ müsse den Schaden bezahlen, tat Göring als ökonomisch sinnlos ab: Deutschland habe keine Rohstoffe, weshalb all das Schaufensterglas gegen Devisen im Ausland eingekauft werden müsse. Heydrich warf er vor: „Mir wäre lieber gewesen, ihr hättet 200 Juden erschlagen und hättet nicht solche Werte vernichtet“. Göring schlug vor, den Juden des Reiches eine Milliarde Reichsmark als „Sühneleistung“ für „die feindliche Haltung des Judentums gegenüber dem deutschen Volk“ abzufordern. Die Entschädigungen der zahlungswilligen Versicherungen sollten direkt an den Staat gehen; betroffene Juden sollten leer ausgehen. Dies hatte Hitler bereits mit Goebbels am 10. November bei einem gemeinsamen Mittagessen in der Osteria Italiana beschlossen, als die Pogrome noch liefen. Die Idee dieser kollektiven Strafsteuer für sie, die nun eine doppelte Enteignung darstellte, stammte aus Hitlers Denkschrift zum Vierjahresplan vom August 1936. Alle Anwesenden stimmten Görings Vorschlag zu, ohne Widerspruch und ohne den Zweck zu diskutieren. Göring bekräftigte diesen noch in einer internen Rede am 18. November: „Sehr kritische Lage der Reichsfinanzen. Abhilfe zunächst durch die der Judenschaft auferlegte Milliarde und durch die Reichsgewinne bei der Arisierung jüdischer Unternehmen.“ Tatsächlich war die öffentliche Finanzlage im Herbst 1938 katastrophal. Es bestand die reale Möglichkeit, dass das Reich zahlungsunfähig wurde. Doch mit der „Judenbuße“, die eine schlagartige Erhöhung der Reichseinnahmen um sechs Prozent bedeutete, konnte die Krise überwunden werden. Goebbels versuchte vergeblich, diese „Sühneleistung“ von den Gauleitungen erheben zu lassen. Göring setzte aber durch, dass das Geld nicht der Partei zufloss, sondern allein dem Vierjahresplan. Auch wurde festgelegt, dass es künftig keine „wilden“ Aktionen gegen die Juden mehr geben sollte: Im weiteren Verlauf schlug Goebbels immer neue antisemitische Maßnahmen vor, wie die Auflösung der Synagogen oder ein Betretungsverbot für Wälder und Parks. Göring machte sich offen über ihn lustig: Man könne den Juden ja das Betreten einiger Wäldern gestatten, in die man Elche ansässig mache, denn beide hätten ähnliche Nasen.
Im Ergebnis des Treffens wurde festgelegt, dass für die Judenpolitik von nun an nicht mehr die NSDAP zuständig sein sollte, sondern die Gestapo. Heydrich verwies auf die guten Erfahrungen, die Eichmann mit seiner Wiener Auswanderungsstelle gemacht habe, und schlug eine ähnliche Einrichtung für das ganze Reich vor. Diese solle eine „Auswanderungsaktion“ für alle in Deutschland verbliebenen Juden organisieren, für die er „mindestens 8 bis 10 Jahre“ veranschlagte. Damit wurde sein in den letzten Jahren entwickeltes Vertreibungskonzept zur offiziellen Politik des NS-Regimes. Göring drohte „eine große Abrechnung an den Juden“ für den Fall eines außenpolitischen Konfliktes an. Hitler plane eine außenpolitische Initiative, um den Madagaskarplan umzusetzen, das heißt, eine Aussiedlung der deutschen Juden in die französische Kolonie im Indischen Ozean. Goebbels zeigte sich trotz allem in seinem Tagebuch mit dem Ergebnis hoch zufrieden: „Ich arbeite großartig mit Göring zusammen. Er geht auch scharf ran. Die radikale Meinung hat gesiegt.“

### Auswirkungen auf die Betroffenen

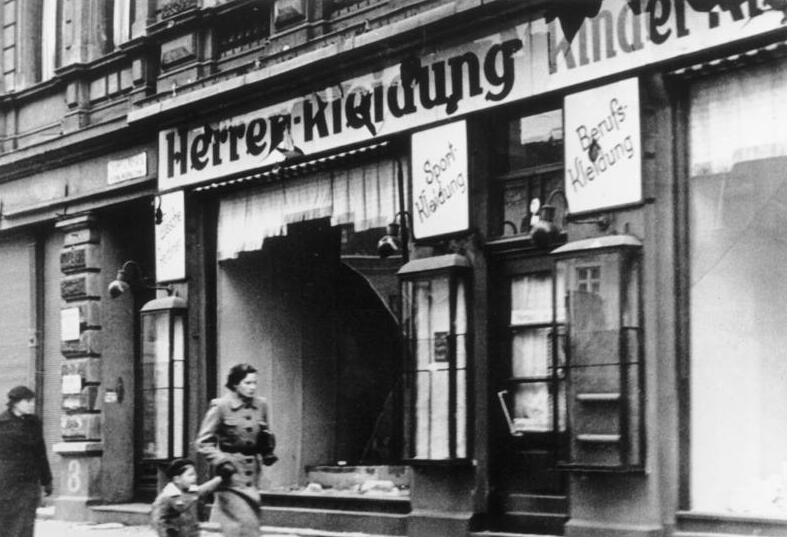
Zerstörtes jüdisches Geschäft in Magdeburg, November 1938

Von den annähernd 30.000 verhafteten und deportierten Aktionsjuden wurden nachweislich 10.911 – einschließlich von etwa 4.600 Wienern – ins KZ Dachau, 9.845 ins KZ Buchenwald eingeliefert. Für das KZ Sachsenhausen schätzt man mindestens 6.000, eher aber 10.000 Inhaftierte. Die Lagerhaft kostete nochmals Hunderte Menschenleben: In Buchenwald fanden nach Angaben der Lagerverwaltung 207 Juden, in Dachau 185 den Tod, die Opferzahl von Sachsenhausen ist unbekannt. Auch hier wird zusätzlich eine hohe Dunkelziffer angenommen. Denn bereits bei der Ankunft in den KZs wurden Dutzende Juden erschossen, Hunderte starben bei Fluchtversuchen oder an den Strapazen der Zwangsarbeit in den Lagern. Tausende der Überlebenden wurden schwer körperlich verletzt – allein im Jüdischen Krankenhaus Berlin mussten später 600 erfrorene Gliedmaßen amputiert werden – und seelisch traumatisiert.
Die meisten der überlebenden Inhaftierten wurden bis August 1939 wieder entlassen, sofern sie sich schriftlich zur „Auswanderung“ bereit erklärten und ihren Besitz dem Staat übereigneten. Die Zahl der Ausreiseanträge stieg seit dem 9. November 1938 sprunghaft an: Bis Kriegsbeginn verließen noch einmal etwa 200.000 Juden das Reich, mehr als insgesamt von 1933 bis 1938. Sie mussten überall im Ausland ein „Vorzeigegeld“ nachweisen und konnten ihre Ein- und Ausreisevisa häufig nur noch über den Schwarzmarkt, durch Kredite von ausländischen Verwandten und Beamtenbestechung erlangen.
Der in Berlin geborene israelische Antisemitismusforscher Avraham Barkai wies 1988 darauf hin, dass fast alle Synagogen im Reich zerstört worden waren; neuere Forschungsarbeiten des Synagogue Memorial haben dies bestätigt und eine Gesamtzahl von 1.406 vollständig zerstörten Synagogen und Betstuben ermittelt. Von Wiens einst etwa 25 Synagogen überstand nur der Stadttempel in der Wiener Innenstadt die Pogrome relativ unbeschadet, fast alle übrigen wurden in Brand gesetzt. Die etwa 70 Bethäuser und -räume in der Stadt wurden allesamt verwüstet und teilweise ebenfalls in Brand gesetzt; von Berlins 14 Synagogen wurden 11 vollständig niedergebrannt, die übrigen drei schwer demoliert. Zerstört wurden ferner etwa 7.500 jüdische Geschäfte, Wohnungen, Gemeindehäuser und Friedhofskapellen.
Daraufhin mussten sich viele der jüdischen Kultusgemeinden auflösen; Gottesdienste konnten nur noch privat ohne zeremonielle Gegenstände stattfinden, da vor allem die wertvollen Torarollen verbrannt oder konfisziert worden waren. Die Gottesdienste wurden nun jedoch meist gut besucht: weniger weil die Frömmigkeit wuchs, sondern weil die Mitglieder sich gegenseitig unterstützen mussten, nachdem ihnen jede Existenzgrundlage entzogen, Versammlungen verboten waren und sie die Straßen nur noch unter Lebensgefahr betreten konnten.
Die Novemberpogrome zerstörten endgültig die Hoffnungen der deutschen Juden, in ihrer Heimat überleben zu können. Wer irgend konnte, emigrierte. Das Jahr 1939 markiert mit 80.000 Ausgewanderten den Zenit des jüdischen Exodus aus dem NS-Staat. Die ablehnende Haltung der in Frage kommenden Aufnahmeländer, die sich auf der Konferenz von Évian gezeigt hatte, änderte sich durch die Pogrome allerdings nicht. Immerhin gestand Großbritannien die Aufnahme von 10.000 jüdischen Kindern und Jugendlichen aus dem Deutschen Reich zu. Sie wurden in Kindertransporten vom Dezember 1938 bis zum 1. September 1939 über die Niederlande nach Großbritannien gebracht. Die lebensrettende Auswahl oblag den jüdischen Gemeinden, die zwei bis siebzehn Jahre jungen Menschen wurden unterwegs von jüdischen Sozialarbeitern betreut. Sie alle hofften, ihre Eltern bald wiedersehen zu können. In 90 % der Fälle blieb diese Hoffnung vergeblich.

### Reaktionen des Auslands
Etwa 100 Protestnoten ausländischer Vertretungen gingen nach dem 10. November 1938 beim Auswärtigen Amt in Berlin ein. Demnach waren trotz gegenteiliger Befehle auch ausländische Juden unter den Opfern der Pogrome. Die Proteste wurden kommentarlos in die Reichskanzlei weitergeleitet und verschwanden dort in den Akten.
Besonders scharf reagierten die USA, indem sie ihren Botschafter am 14. November aus Berlin abzogen. In New York City demonstrierte die Stadtbevölkerung für die Opfer. Der in Washington, D.C. residierende deutsche Botschafter Dieckhoff berichtete besorgt, dass nun auch Persönlichkeiten, die das NS-Regime bislang nicht angegriffen oder „zum Teil Sympathie für Deutschland zur Schau getragen hatten“, die scharfe Kritik uneingeschränkt mittrugen. Am 3. Dezember protestierte die US-Regierung gegen den Erlass zur Ausschaltung von Juden aus der deutschen Wirtschaft, der entgegen den Versicherungen Joachim von Ribbentrops auch US-Bürger betraf. Daraufhin wurden die zum 31. Dezember geplanten restlichen Schließungen jüdischer Einzelhandels- und Handwerksbetriebe bei ausländischen Firmen ausgesetzt; jüdische Auslandsvertreter waren schon am 1. Dezember von der am 12. November beschlossenen „Sühneleistung“ befreit worden, um den noch gültigen Freundschaftsvertrag mit den USA nicht zu gefährden. Die US-Einreisebehörden durften jedoch weiterhin nur 27.000 von nun 140.000 jüdischen Einreiseanträgen im Jahr bewilligen.
In Großbritannien bewirkten die Pogrome einen politischen Meinungsumschwung in der Bevölkerung, während die Regierung verhalten reagierte. Chamberlains Appeasement-Politik galt nun als gescheitert, die Bereitschaft zum Krieg gegen Hitler wuchs. Auch deutschfreundliche Kreise, die Maßnahmen der Hitlerregierung bislang verteidigt hatten, verstummten.
Die gegen das Deutsche Reich gerichtete Boykottbewegung, die 1933 als Reaktion auf den Judenboykott entstanden war und zumeist nur jüdische Konsumenten hatte mobilisieren können, erlebte nun einen erheblichen Aufschwung. Viele ausländische Unternehmen in Frankreich, Großbritannien, Jugoslawien, Kanada, den Niederlanden und den USA kündigten ihre Handelsverträge mit Deutschland. Manche deutsche Firmen büßten ein Viertel ihres Exportgeschäfts ein; auch Betriebe, die für die Rüstung von Bedeutung waren, erlitten nach Aussage des Wehrwirtschaftsstabes empfindliche Verluste. Am härtesten betroffen waren die Leder-, Textil- und Spielwarenhersteller. Gerade diese Zweige profitierten dann jedoch stark von der Arisierung.

### Reaktionen in der NSDAP
Teile der Parteibasis waren von den Pogromen überrascht worden und lehnten sie vor allem wegen der distanzierten Haltung Hitlers als „wilde“ und „ungesetzliche“, das hieß vom „Führer“ scheinbar nicht gedeckte Aktion ab. Auch Regierungsmitglieder, darunter Göring, Himmler, Heydrich, Funk und Alfred Rosenberg, distanzierten sich und wiesen Goebbels die Alleinverantwortung für unvorhersehbare außen- und wirtschaftspolitische Folgen zu. Himmler kritisierte noch in der Nacht Goebbels’ Aktion, die er auf dessen „Machtstreben“ zurückführte, als „Hohlköpfigkeit“. Schon am Vormittag des 10. November warf Göring Goebbels vor, seine Aktion habe aus ökonomischer Ignoranz die „volkswirtschaftlich unsinnige Zerstörung von Sachwerten“ herbeigeführt, die er dem deutschen Staat gern als Raubgut zugeführt hätte. Himmler und Göring versuchten Hitler davon zu überzeugen, Goebbels zu entlassen, doch dieser hielt seinem Propagandaminister die Stange und zeigte durch einen gemeinsamen Theaterbesuch am 15. November seine Solidarität.
Die Gewaltexzesse und Plünderungen stellten die NSDAP vor Probleme, da sie den offiziell ausgegebenen Befehlen widersprachen und auch manchen Parteimitgliedern zu weit gingen. Daher sollten Parteigerichte „Disziplinlosigkeiten“ untersuchen und gegebenenfalls bestrafen; als „Schöffen“ dieser Verfahren fungierten jene Gauleiter und „Gruppenführer“, die die Pogrome durchgeführt hatten. Im Februar 1939 bestätigte der geheime Abschlussbericht von Walter Buch, dem obersten Parteirichter, dass die ausführenden Täter auf Befehl von Goebbels und der ihm untergebenen versammelten SA-Führer am Abend des 9. November gehandelt hatten und deshalb weitgehend entlastet waren. Weil man die Verstöße als „Volkszorn“ dargestellt habe, sei es folgerichtig, sie nicht durch Staatsgerichte, sondern die Partei selbst zu ahnden. 1939 befand das oberste Parteigericht der NSDAP aber, dass Goebbels’ „absichtlich unklare“ Befehlserteilung nicht mehr zeitgemäß sei. Vor 1933 sei es manchmal sinnvoll gewesen, um gegenüber dem Staatsschutz den wahren Urheber von Aktionen zu verbergen. Das sei nun aber nicht mehr nötig, schließlich wisse jeder, wer hinter den Pogromen stehe: „Wenn in einer Nacht sämtliche Synagogen abbrennen, so muß das irgendwie organisiert sein und kann nur organisiert sein von der Partei.“ Im Ergebnis wurden von Dezember 1938 bis Februar 1939 nur dreißig Morde vor dem obersten Parteigericht untersucht. Die Täter blieben straflos oder erhielten nur milde Disziplinarstrafen, keiner wurde aus der Partei ausgeschlossen. Im Anschluss bat das Gericht Hitler, die Schuldigen zu begnadigen, um sie vor weiterer Verfolgung durch staatliche Gerichte zu schützen. Dieser kam der Bitte gerne nach. Vier SA-Männer wurden der ordentlichen Justiz überstellt: Sie hatten in der Pogromnacht Jüdinnen sexuell belästigt oder vergewaltigt. Sie wurden nicht deswegen, sondern wegen „Rassenschande“ angeklagt und aus der Partei ausgeschlossen.
Auf Befehl von Goebbels wies das Reichsministerium der Justiz die Staatsanwälte an, „keine Ermittlungen in Sachen der Judenaktion vorzunehmen.“ Diese wurden nicht selbständig tätig, so dass jede unabhängige Untersuchung und Strafverfolgung der Verbrechen unterblieb, zumal das Justizwesen seit 1933 zwar formell bestehen blieb, aber bereits durch Notverordnungen nach Artikel 48 des Reichspräsidenten Paul von Hindenburg einem Polizeistaat gewichen war.

### Reaktionen aus der nichtjüdischen Bevölkerung
Die nichtjüdischen Deutschen reagierten unterschiedlich auf die von SA und SS eingeleiteten und beaufsichtigten Pogrome. Die Deutschland-Berichte der Sopade (Exil-SPD) meldeten, „dass die Ausschreitungen von der großen Mehrheit der Bevölkerung scharf verurteilt werden.“ Aus vielen Regionen des Reiches wurde berichtet, dass sie auf Scham und Entsetzen gestoßen seien. Spenden zum Winterhilfswerk seien aus Protest gegen die Pogrome verweigert worden. Laut der Kommunikationswissenschaftlerin Nadine Deusing überwiegen eindeutig die Belege für eine kritische Haltung der nichtbetroffenen Deutschen, sei es wegen der Vernichtung von Sachwerten, wegen der Verstöße gegen Recht und Ordnung oder wegen des offenkundigen Absinkens der Hemmschwelle zur Gewalt, von der bei nächster Gelegenheit selber betroffen zu werden viele fürchteten. An den Tatorten kam es aber so gut wie nie zu offenen Protesten, weil die Menschen Angst hatten.
Nach Wolfgang Benz erwiesen sich gleichwohl viele nichtjüdische Deutsche als Gaffer, Marodeure und Gewalttäter. An vielen Orten bildeten sich Mengen von Schaulustigen; gerade in Klein- und Mittelstädten stimmten die „Gaffer“ in Hetzgesänge der Ausführenden ein. An einigen Orten, z. B. Wien, beteiligten sie sich an Zerstörungen und Plünderungen von Geschäftsauslagen. In den größeren Städten wahrten aber manche (innere) Distanz, was in Klein- und Mittelstädten keineswegs der Fall war: Hier beteiligten sich Außenstehende direkt mit Denunziationen, so z. B. in Treuchtlingen, wo Frauen dazu aufriefen, bereits drangsalierte Juden erneut zu quälen.
Besonders in ländlichen Regionen und kleineren Ortschaften nahmen die in der Hitlerjugend organisierten Kinder und Jugendlichen häufig an Misshandlungen – u. a. Steinwürfen, Beschimpfungen, Anspucken, Demütigungen aller Art – teil. Der Nationalsozialistische Lehrerbund führte ihr Mitmachen auf die wirksame Indoktrination an den Schulen zurück (siehe Erziehung im Nationalsozialismus). Der Historiker Wolfgang Benz konstatiert:

„[D]as Engagement, mit dem der Befehl ausgeführt wurde, machte erst die Dimension des Ergebnisses aus. Goebbels hatte an die niedersten Instinkte appelliert und eine Flutwelle von Aggressionen und Vandalismus, Zerstörungsrausch und Mordlust entfesselt, die biedere Bürger und harmlose kleine Leute in Bestien verwandelte.“

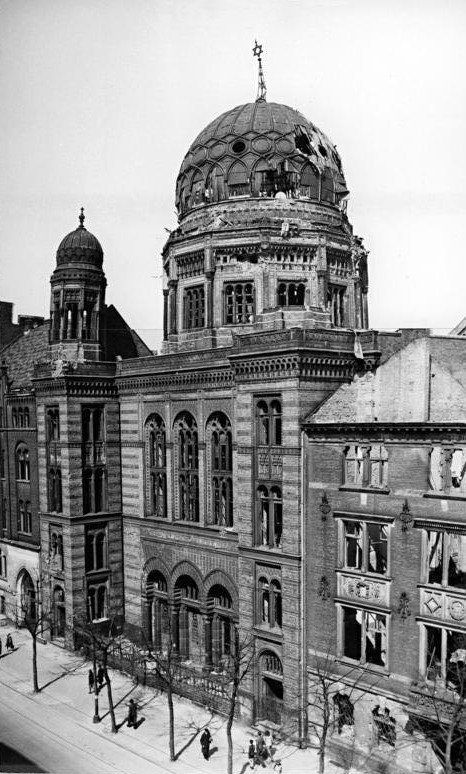
Die im Zweiten Weltkrieg zerstörte Berliner Neue Synagoge in der Oranienburger Straße (1948)

Die örtlichen Feuerwehren und Polizeidienststellen schützten fast überall befehlsgemäß nur die Nachbargebäude vor dem Übergreifen der gelegten Brände und ermöglichten so die ungehinderte Zerstörung und Plünderung (letzteres wurde durch die NS-Propaganda geleugnet) jüdischen Eigentums.
Nur sehr wenige Fälle von Zivilcourage sind dokumentiert: So rettete Wilhelm Krützfeld, Vorsteher des zuständigen Polizeireviers in Berlin-Mitte, die Neue Synagoge an der Oranienburger Straße, indem er auf den Denkmalschutz des Gebäudes verwies, mit einigen Beamten die SA-Brandstifter verjagte und die Feuerwehr holte, die den Brand löschte. Außer einer Rüge seines Vorgesetzten geschah ihm nichts.
Am Folgetag wurde in manchen Großstädten zu Massenkundgebungen aufgerufen, die die erfolgte „Sühne“ für den Mord an vom Rath feiern und die Einheit von Volk und Partei zeigen sollten. In Nürnberg nahmen daran 100.000 Bürger teil. Diese „antijüdischen Demonstrationen“ erreichten jedoch nicht das von der NSDAP erwünschte Ausmaß. Die meisten Deutschen glaubten die über die staatlich gelenkten Medien verbreitete Version von der „spontanen Volkserhebung gegen die Juden“ nicht. Die Berichte der Sopade (Exil-SPD) von 1938 sprach von „großer Empörung über diesen Vandalismus“ im Rheinland, in Westfalen, Bayern und Berlin. Besonders in Schlesien und Danzig habe die Bevölkerung die Exzesse scharf abgelehnt und dies auch öffentlich gezeigt. Auch die Berichte ausländischer Diplomaten, die 1938 in Deutschland tätig waren, gehen in eine ähnliche Richtung. Der britische Generalkonsul in Frankfurt behauptete sogar, die für den Pogrom Verantwortlichen wären bei demokratischen Wahlen von „einem Sturm der Entrüstung“ weggefegt worden.
Laut dem Historiker Wolfgang Benz trafen die Pogrome wegen des brachialen Vorgehens und der Vernichtung ökonomischer Werte auf Ablehnung. In den Großstädten habe es auch Beispiele von Solidarität mit den gedemütigten Juden gegeben, wohingegen in kleinen Orten der Übergang von den nationalsozialistischen Aktivisten zum Publikum fließend gewesen sei. Hier hätten sich viele von den Gewalttaten und den Plünderungen mitreißen lassen. Nach den Pogromen sei die verbreitete Haltung der Mehrheit jedoch Gleichgültigkeit und Gier gewesen – in den auf die Pogrome folgenden Wochen habe die Korruption enorm zugenommen, als Partei- und Staatsbedienstete sich an den auswanderungswilligen und zum Verkauf ihrer Firmen genötigten Juden schamlos bereicherten. Der Historiker Alan Steinweis zitiert aus den Lageberichten des SD, wonach sich die ablehnende Haltung von Augenzeugen nicht allein an der Vernichtung ökonomischer Werte festmachte, sondern an der öffentlichen Schändung von Gotteshäusern und Sakralgegenständen. Diese Haltung sei namentlich in der katholischen Bevölkerung nachweisbar gewesen, dürfe aber nicht mit einer Ablehnung des Regimes oder auch nur seines Antisemitismus verwechselt werden. Zudem verweist Steinweis auf Fälle, in denen öffentliche Kritik an den Pogromen zu Prügel oder Schutzhaft führte. Daher vermutet er, dass die Empörung über die Pogrome tiefer ging und weiter verbreitet war, als selbst führende Nationalsozialisten bemerkten.
Der ehemalige Kaiser Wilhelm II., von dem ansonsten zahlreiche antisemitische Äußerungen überliefert sind, zeigte sich in seinem niederländischen Exil von den Pogromen entsetzt und nannte sie „reines Gangstertum“ bzw. „reinen Bolschewismus“. Die Äußerung, er schäme sich „ein Deutscher zu sein“ geht laut dem Historiker Stephan Malinowski auf ein gefälschtes Interview zurück und wurde von Wilhelm dementiert.
Die Pogrome bestärkten diejenigen, die zuvor schon Gegner der NSDAP waren, in ihrer Oppositionshaltung. Für den Kreisauer Kreis unter Graf Helmuth James von Moltke waren sie im Zweiten Weltkrieg nachträglich ein entscheidender Anstoß für die Attentatspläne auf Hitler. Widerstandsgruppen der KPD verbreiteten in Berlin nach den Pogromen eine Ausgabe der Roten Fahne, die unter dem Titel Gegen die Schmach der Judenpogrome zur Solidarität mit allen jüdischen Mitbürgern aufrief. Die antisemitischen Ausschreitungen seien kein Ausdruck des „Volkszorns“, sondern „Ablenkung des Volkes von der vom Kapital betriebenen Kriegspolitik“. Die Exilzeitschrift Sozialistische Warte des ISK bezeichnete die Pogrome in ihrer Ausgabe vom 18. November in einem mit „Repressalien!“ überschriebenen Artikel als „Tiefstand der Rechtssicherheit in irgend einem Staatswesen“ und als ein „zum Himmel schreiendes Verbrechen“.

### Reaktionen der Kirchen und einzelner Christen
Die Deutsche Evangelische Kirche (DEK) und die Römisch-katholische Kirche waren im damaligen Deutschen Reich die einzigen nicht völlig gleichgeschalteten Großorganisationen. Doch keiner ihrer Vertreter protestierte öffentlich dagegen, dass hier der Staat Menschen nur aufgrund ihrer angeblichen „Rasse“ tötete, enteignete und rigoros aus der Gesellschaft ausgrenzte.
In vorauseilendem Gehorsam hatte der spätere DEK-Bischof Otto Dibelius die „nationale Revolution“ im Januar 1933 begeistert begrüßt und den Verdacht einer möglichen kirchlichen Systemopposition bei der Regierung möglichst zu zerstreuen versucht. Schon den Judenboykott des 1. April 1933 hatte er als „Notwehr“ gegen den angeblich übergroßen Einfluss des Judentums verteidigt. Er mahnte damals eine „humane“ Ausgrenzung der Juden an, schwieg dann aber zu sämtlichen Gewalttaten und judenfeindlichen Gesetzen der Folgezeit.
Das geschäftsführende Gremium der Evangelisch-Lutherischen Landeskirche Mecklenburgs erklärte am 16. November 1938 mit Bezug auf ein Lutherzitat:

„Kein im christlichen Glauben stehender Deutscher kann, ohne der guten und sauberen Sache des Freiheitskampfes der deutschen Nation gegen den jüdischen antichristlichen Weltbolschewismus untreu zu werden, die staatlichen Maßnahmen gegen die Juden im Reich, insbesondere die Einziehung jüdischer Vermögenswerte bejammern. Und den maßgebenden Vertretern von Kirche und Christentum im Auslande müssen wir ernstlich zu bedenken geben, daß der Weg zur jüdischen Weltherrschaft stets über grauenvolle Leichenfelder führt.“

Die Geistlichen wurden dazu aufgerufen, „ihre Verkündigung in Predigt und Seelsorge so auszurichten, daß die deutsche Seele keinen Schaden leidet und den deutschen Menschen dazu verholfen wird, daß sie ohne falsche Gewissensbeschwerung getrost alles daran setzen, eine Wiederholung der Zersetzung des Reiches durch den jüdischen Ungeist von innen her für alle Zeiten unmöglich zu machen.“
Der evangelische Landesbischof von Thüringen, Martin Sasse sah in den Pogromen eine Erfüllung von Martin Luthers Forderungen von 1543:

„Am 10. November 1938, an Luthers Geburtstag, brennen in Deutschland die Synagogen. Vom deutschen Volk wird […] die Macht der Juden auf wirtschaftlichem Gebiet im neuen Deutschland endgültig gebrochen und damit der gottgesegnete Kampf des Führers zu völligen Befreiung unseres Volkes gekrönt. In dieser Stunde muss die Stimme des Mannes gehört werden, der als der Deutschen Prophet im 16. Jahrhundert einst als Freund der Juden begann, der getrieben von seinem Gewissen, getrieben von den Erfahrungen und der Wirklichkeit, der größte Antisemit seiner Zeit geworden ist, der Warner seines Volkes wider die Juden.“

Nur einzelne Christen protestierten öffentlich. Der württembergische Dorfpfarrer Julius von Jan aus Oberlenningen predigte am Buß- und Bettag (16. November 1938) über den vorgegebenen Bibeltext Jer 22,29 :

„Die Leidenschaften sind entfesselt, die Gebote missachtet, Gotteshäuser, die andern heilig waren, sind ungestraft niedergebrannt worden, das Eigentum der Fremden geraubt oder zerstört. Männer, die unserem deutschen Volk treu gedient haben […], wurden ins KZ geworfen, bloß weil sie einer anderen Rasse angehörten! Mag das Unrecht auch von oben nicht zugegeben werden – das gesunde Volksempfinden fühlt es deutlich, auch wo man darüber nicht zu sprechen wagt. Und wir als Christen sehen, wie dieses Unrecht unser Volk vor Gott belastet und seine Strafen über Deutschland herbeiziehen muss. […] Gott lässt seiner nicht spotten. Was der Mensch säet, wird er auch ernten!“

Einige Tage danach ließ die NSDAP-Kreisleitung Nürtingen SA und SS aus dem dortigen Parteikreis mit Lastwagen und Omnibus zu dem „Judenknecht“ nach Oberlenningen transportieren, die von Jan vor seinem Pfarrhaus fast totprügelten und dann in „Schutzhaft“ nahmen. Bischof Theophil Wurm leistete ihm in den folgenden Prozessen wegen „staatsfeindlicher Hetze“ Rechtsbeistand, schrieb aber zugleich an den Reichsjustizminister:

„Ich bestreite mit keinem Wort das Recht, das Judentum als ein gefährliches Element zu bekämpfen. […] Weil wir unserem Volk ersparen möchten, dass es später dieselben Leiden und Demütigungen über sich ergehen lassen muss, denen jetzt andere preisgegeben sind, erheben wir […] warnend unsere Hände, auch wenn wir wissen, dass man uns deshalb Judenknechte schilt und mit ähnlichem Vorgehen bedroht, wie es gegen die Juden angewandt worden ist.“

Wurm vermied also, das staatliche Vorgehen „Unrecht“ zu nennen und trat nur für die Christen, nicht die Juden unter den Deutschen ein. Nach Kriegsende erklärte er: Er werde wohl bis an sein Lebensende nicht damit fertigwerden, dass er damals geschwiegen habe.
Dagegen ergriff Pfarrer Helmut Gollwitzer als Vertreter des im KZ sitzenden Martin Niemöller in Berlin-Dahlem in seiner Predigt am 16. November über Lk 3,3–14  Partei für die Wehrlosen und erreichte, dass seine Gemeinde die Familienangehörigen von inhaftierten Juden materiell unterstützte. Nach seiner Bußtagspredigt schrieb Elisabeth Schmitz an ihn: „Als wir am 1. April 1933 schwiegen, als wir schwiegen zu den Stürmerkästen, zu der satanischen Hetze in der Presse, zur Vergiftung der Seele des Volkes und der Jugend, zur Zerstörung der Existenzen und der Ehen durch sogenannte 'Gesetze', zu den Methoden von Buchenwald – da und tausendmal sonst sind wir schuldig geworden am 10. November 1938.“
Christen wie Pfarrer Albert Schmidt, der für seinen nach Sachsenhausen deportierten Kollegen jüdischer Herkunft Hans Ehrenberg gebetet hatte, kamen für ihre Solidarität selbst in das KZ. In Freiburg im Breisgau bildete sich aufgrund der Pogrome der Freiburger Kreis mit mehreren Arbeitsgruppen und Kontakten zu Widerstandskämpfern gegen den Nationalsozialismus. Einige seiner Mitglieder verfassten eine Denkschrift, welche die im christlichen Glaubensbekenntnis gesetzten Grenzen staatlicher Gewaltausübung benannte, aus dem Ersten Gebot ein Widerstandsrecht ableitete und Wirtschaftsstrukturen eines demokratischen Nachkriegsdeutschlands konzipierte.
Das Schweigen der allermeisten evangelischen Pfarrer erklärt Kirchenhistoriker Günter Brakelmann mit ihrer deutschnationalen und antijudaistischen Einstellung, aus der heraus sie den autoritären Führerstaat, seine Innenpolitik und den Antisemitismus der NSDAP seit 1933 grundsätzlich bejaht hatten. 1938 hätten sie nicht mehr gewagt, zu protestieren, um ihre verbliebenen Handlungsspielräume nicht zu gefährden.
Auch die deutschen katholischen Bischöfe schwiegen zur staatlichen Judenverfolgung. Kardinal Adolf Bertram hatte Protest gegen den Judenboykott im März 1933 als einen „in kirchlicher Hinsicht nicht nahestehenden Interessenkreis“ abgelehnt. Kardinal Michael Faulhaber vertrat die traditionelle antijudaistische Theologie und erklärte 1933: Die Juden könnten sich selbst helfen und Eintreten für sie würde die Kirche gefährden. Er stellte aber 1938 auf Bitte des Rabbiners in München einen Lastwagen zur Rettung von Torahrollen und anderen sakralen Gegenständen zur Verfügung und wurde deswegen von NSDAP-Vertretern angegriffen. Clemens August Graf von Galen bot dem Rabbiner in Münster am 9. November über Mittelsmänner Hilfe an, unterließ aber einen Protest, weil er umso stärkere Verfolgung der jüdischen Gemeinde vor Ort befürchtete. Auch er war vom Antijudaismus geprägt, widersprach jedoch dem staatlichen Antisemitismus.
Dompropst Bernhard Lichtenberg in Berlin war der einzige deutsche katholische Priester, der öffentlich gegen die Reichspogromnacht protestierte. Er predigte am 9. November, auch die brennenden Synagogen seien Gotteshäuser. Er setzte seine Fürbitten für die Juden und („nichtarische“) Judenchristen von da an täglich bis zu seiner Verhaftung am 23. Oktober 1941 fort.

### Das Schicksal des Attentäters
Bereits am 11. November begannen im Reichspropagandaministerium Vorüberlegungen zu einem Prozess gegen Herszel Grynszpan, der in Frankreich in Haft saß. Die dortigen Ermittlungen ergaben keinerlei Hinweise auf Hintermänner oder irgendeine Verschwörung. Zu einem Prozess in Paris kam es wegen des Einmarschs der Wehrmacht nicht mehr. Nach der französischen Niederlage wurde Grynszpan am 14. Juli 1940 nach Deutschland ausgeliefert. Dort sollte ihm der Prozess vor dem Volksgerichtshof gemacht werden, wobei die Todesstrafe von vornherein feststand. Aus welchem Motiv er gehandelt hatte, ist bis heute nicht genau bekannt. Im Verhör gab er „Rache“ für das Leiden seiner Eltern bei deren gewaltsamer Abschiebung an. Er habe eigentlich den Botschafter erschießen wollen, dann aber vom Rath getroffen. 1942 sagte er aber aus, er habe sein Opfer zuvor in der Pariser Homosexuellenszene kennengelernt. Daraufhin ließ Propagandaminister Joseph Goebbels den jahrelang geplanten Schauprozess gegen ihn verschieben. Schließlich sagte Hitler den Prozess ganz ab. Wäre der homosexuelle Hintergrund des Mordes den Nationalsozialisten bereits 1938 bekannt gewesen, hätte er, wie der Historiker Henning Köhler vermutet, kaum Aufsehen erregt. Grynszpan wurde vermutlich zwischen 1942 und dem Kriegsende 1945 im KZ Sachsenhausen umgebracht.

## Weitere Schritte in der Judenpolitik
Göring ordnete noch am selben Tag als „harte Sühne“ für die Juden an:
- das Verbot von Einzelläden, Gewerbe- und Handwerksbetrieben, Versandgeschäften, Bestellkontoren,
- das Verbot von Märkten, Messen, Ausstellungen, Werbung, Bestellannahmen,
- das Verbot, Mitglied einer Berufsgenossenschaft zu sein,
- die Verordnung zur Wiederherstellung des Straßenbildes bei jüdischen Gewerbebetrieben, nach welcher
  - Juden die vom 8. bis 10. November entstandenen Schäden im Straßenbild auf eigene Kosten sofort zu beseitigen hätten, und dass
  - Versicherungsansprüche von Juden deutscher Staatsangehörigkeit zugunsten des Deutschen Reichs beschlagnahmt werden.[128]

Die sogenannte „Sühneleistung“ oder „Judenbuße“ sollte innerhalb eines Jahres in vier Quartalsraten aufgebracht werden. Die erste Rate wurde am 15. Dezember 1938, die letzte am 15. August 1939 fällig. Jeder jüdische Bürger, der mehr als 5.000 Reichsmark Vermögen besaß, musste davon 20 Prozent als „Judenvermögensabgabe“ an den Staat abgeben. Zugleich wurde den Juden verboten, Staatsanleihen zu verkaufen. Sie mussten die Sühneleistung also durch Verkauf von Immobilien, Schmuck, Kunstgegenständen oder Sparguthaben aufbringen. Damit sollte das Staatsdefizit kurzfristig zur Hälfte gedeckt werden. Eine zweite Durchführungsverordnung legte eine fünfte Zahlung zum 15. Dezember 1939 fest, so dass insgesamt 25 Prozent des Vermögens abgegeben werden mussten. Die Summe von insgesamt 1.126.612.495,00 Reichsmark erhöhte das damalige Steueraufkommen des Reiches von 16 auf über 17 Milliarden um gut sechs Prozent.
Bereits am 10. November wurde den Juden Waffenbesitz verboten. Es folgten Verbote der Teilnahme am Kulturleben, des Besuches von Theatern, Kinos, Tanzvarietees, Kabarett, Zirkus usw. Am 14. November ordnete Reichserziehungsminister Bernhard Rust die sofortige Entlassung jüdischer Schüler aus deutschen Schulen an. Von den Hochschulen waren sie zuvor schon verbannt worden. Am 28. November wurde den Regierungsbezirken erlaubt, Juden den Zutritt bestimmter Ortsbereiche zu bestimmten Zeiten zu verbieten. Sie konnten nun auch optisch für die restliche Bevölkerung „verschwinden“, noch bevor sie deportiert wurden.
Am 3. Dezember erfolgte die Verordnung über den Einsatz des jüdischen Vermögens, die von Hugo Dietrich, dem Hausjuristen des Flick-Konzerns, ausgearbeitet worden war. Darin wurde allen Juden vorgeschrieben, ihre Gewerbebetriebe zu verkaufen oder abzuwickeln, ihren Grundbesitz zu veräußern und ihre Wertpapiere bei einer Devisenbank zu hinterlegen. Außerdem durften sie Juwelen, Edelmetalle und Kunstgegenstände nicht mehr frei veräußern. Damit wurde es auch wohlhabenden Juden nahezu unmöglich gemacht, noch auszuwandern. In den Folgejahren wurden diese Maßnahmen präzisiert und radikalisiert, um Juden jegliche Existenzgrundlage in Deutschland zu nehmen. Dies wurde vom Regime ausgenutzt, um den verbleibenden und nunmehr arbeitslosen Juden Zwangsarbeit aufzuerlegen: Am 20. Dezember 1938 veröffentlichte Friedrich Syrup, der Präsident der Reichsanstalt für Arbeitsvermittlung und Arbeitslosenversicherung einen Erlass, wonach Juden in „staatspolitisch wichtigen Vorhaben“, das heißt, in der Rüstungsindustrie, streng getrennt von der regulären Belegschaft im geschlossenen Arbeitseinsatz ausgebeutet werden konnten. Für die Organisation waren die lokalen Arbeitsämter  zuständig. Damit sich kein Jude dem entziehen konnte, wurde die seit 1935 bestehende Erfassung aller Juden in einer Judenkartei vervollkommnet, manche Verwaltungen legten eigene Judenregister an.
Am 24. Januar 1939 erteilte Göring Heydrich zunächst den Auftrag, die „Judenfrage“ durch „Auswanderung oder Evakuierung“ zu lösen. Dazu gründete und leitete Heydrich dann die „Reichszentrale für jüdische Auswanderung“. Seit Kriegsbeginn machte man diese den Juden jedoch Schritt für Schritt unmöglich: Nun begann die Zwangsumsiedlung in „Judenhäuser“. Zugleich wurden die ghettoisierten Juden immer stärker in ihrer Bewegungsfreiheit eingeschränkt und aus der Öffentlichkeit verbannt. Ihre Einkaufszeiten wurden außerhalb der sonst gültigen Geschäftszeiten gelegt. Ihr Ausgang wurde zeitlich begrenzt. Nach den PKWs wurden auch ihre Fahrräder, Elektrogeräte und Wollkleidung konfisziert. Die Benutzung von Straßenbahnen, Omnibussen, Telefonen, das Betreten von Krankenhäusern, der Kauf von Zeitungen, Büchern, Blumen, bestimmten Lebensmitteln wurden ihnen verboten, ihre Lebensmittelzuteilungen wurden mehrfach gesenkt. Zur öffentlichen Brandmarkung mussten sie ab dem 1. September 1941 den „Judenstern“ tragen, der schon 1938 erwogen worden war.
Wiederum am 9. November jenes Jahres erhielten tausende Juden Berlins, Frankfurt am Mains und Münchens erstmals den behördlichen Befehl, ihre Wohnungen zu räumen und sich zur Deportation an den Versammlungsplätzen und Bahnhöfen einzufinden. Diese massenhafte „Evakuierung“ in Lager war an den 1938 in die KZs Verschleppten bereits vorexerziert worden. Von nun an rollten die Züge ins Baltikum zu den dortigen Todesschwadronen, später nach Chelmno und in die noch nicht fertiggestellten Arbeits- und Vernichtungslager außerhalb der Vorkriegsgrenzen Deutschlands.

## Umgang mit den Verbrechen nach 1945

### Strafrechtliche Ahndung

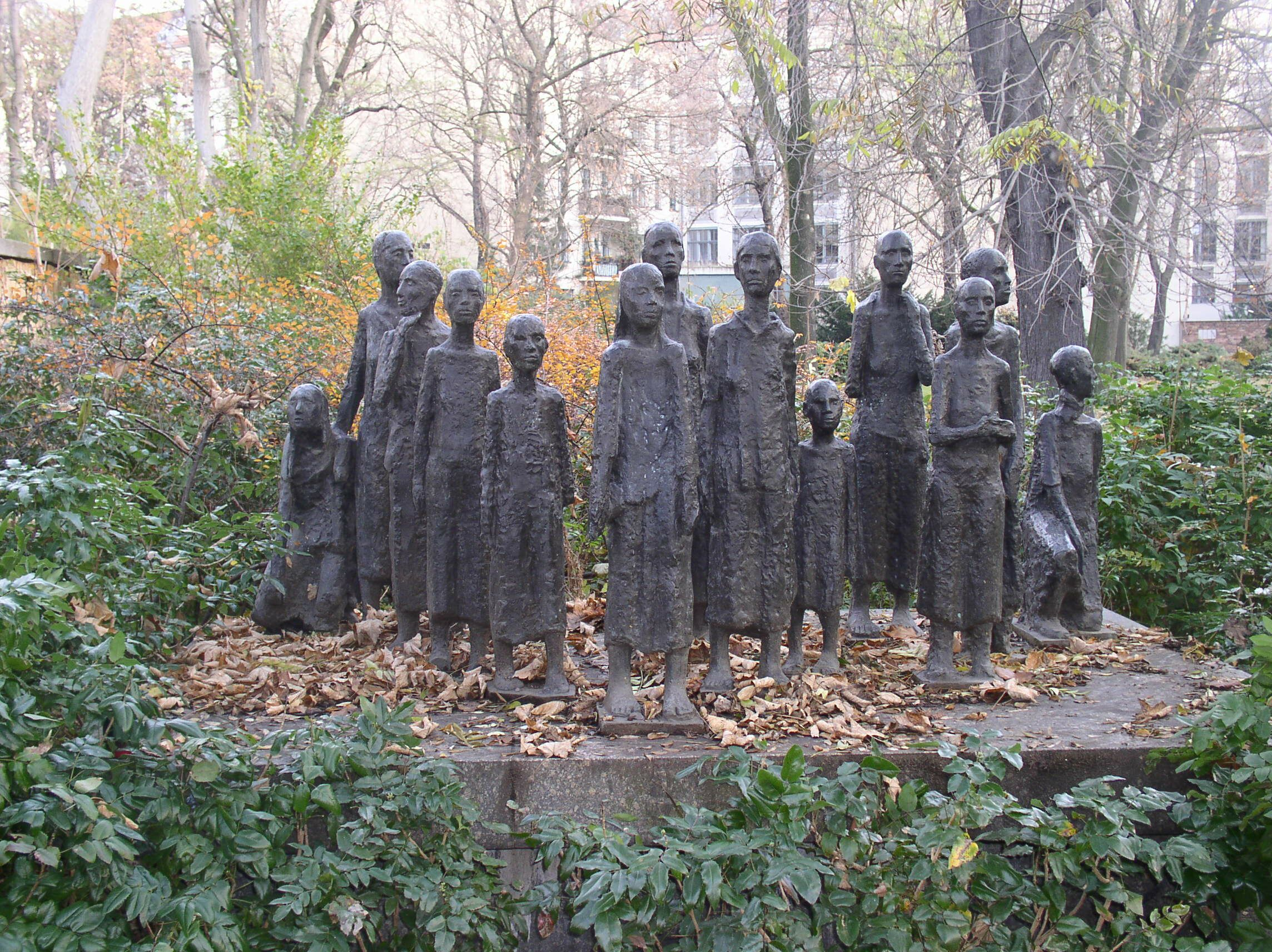
Skulptur „Jüdische Opfer des Faschismus“ auf dem Jüdischen Friedhof Berlin-Mitte

Kurz nach Kriegsende hoben die Besatzungsmächte die Verjährungsfristen für Delikte wie Landfriedensbruch, Hausfriedensbruch, Körperverletzung, Diebstahl, Brandstiftung, Sachbeschädigung und Nötigung auf. Zugleich wurden die deutschen Strafverfolgungsbehörden angewiesen, gegen Täter der Pogrome zu ermitteln und Anklage zu erheben.
Die Delikte der Novemberpogrome wurden tatsächlich vergleichsweise umfassend verfolgt. Die strafrechtliche Ahndung zog sich jedoch in den Westzonen bzw. der Bundesrepublik noch bis 1955 hin. Dabei lässt sich an den Gerichtsverfahren eine Entwicklung zu immer milderen Urteilen und wachsenden Schwierigkeiten bei der Tataufklärung ablesen.
Der ehemalige Gauleiter von Hamburg Karl Kaufmann sagte als Zeuge vor dem Internationalen Militärgerichtshof in Nürnberg 1946 falsch aus, er hätte den Novemberpogrom in Hamburg verboten. Tatsächlich gingen die Zerstörungen der SA-Kommandos in Hamburg nach demselben Muster vonstatten wie andernorts.
In einer ersten Phase bis zum Jahre 1947 war die Gerichtsbarkeit personell unterbesetzt und konnte nur eine Minderheit der Täter aburteilen, doch waren fast alle neu eingesetzten oder im Amt belassenen Richter unbelastet. Die Gerichte verwarfen die Ausrede des „Befehlsnotstandes“ unter Hinweis auf das Deutsche Beamtengesetz von 1937, das die Verweigerung eines verbrecherischen Befehls erlaubt hätte. Meist wurde der Begriff der Rädelsführerschaft vom Gericht weit ausgelegt, so dass dem SA-Führer oder NS-Amtswalter die bloße Anwesenheit am Tatort straferschwerend angerechnet wurde. Oft wurde in solchen Fällen auf „schweren Landfriedensbruch“ erkannt, der Zuchthausstrafen nach sich zog.
Während einer zweiten Phase zwischen 1948 und 1949 machte sich in der Bevölkerung ein Stimmungswandel bemerkbar. Die Entnazifizierung wurde als ungerecht empfunden und war geradezu verhasst; die Aufgabe der Vergangenheitsbewältigung wurde als weniger wichtig eingestuft, und eine „Schlussstrich-Mentalität“ war unverkennbar. Dies schlug sich in den Aussagen von Zeugen nieder, denen öfter die Bereitschaft zu objektiver Mitwirkung fehlte. Während Täter in der ersten Phase von der Anklage überrascht wurden, in Untersuchungshaft keine Möglichkeit zu Absprachen hatten und geständig waren, konnten Täter sich nun vorher absprechen und Zeugen beeinflussen. Die „Verurteilungsquote“ sank deutlich. Meist wurden SA-Führer jetzt nur wegen „einfachen Landfriedensbruchs“ zu Gefängnisstrafen verurteilt. Die durchschnittliche Strafzumessung für schweren Landfriedensbruch sank in dieser Phase von 24 Monaten auf 16 Monate. Auch die Strafen für Körperverletzung oder Sachbeschädigung fielen nun deutlich milder aus.
Die dritte Phase der strafrechtlichen Behandlung der Novemberpogrome begann mit dem am 31. Dezember 1949 in Kraft getretenen „Gesetz über die Gewährung von Straffreiheit“, das der Bundestag gegen die Bedenken des Hochkommissars John Jay McCloy erließ. Das bayerische Staatsministerium der Justiz protestierte im Gesetzgebungsverfahren ausdrücklich aus dem Grund, dass die Amnestie auch „die Mehrzahl“ der Täter der Novemberpogrome von 1938 straffrei stellen würde. Mit dem Straffreiheitsgesetz wurden sämtliche vor dem 15. September 1949 begangenen Straftaten (mit Ausnahme von Steuerdelikten) amnestiert, für die auf nicht mehr als sechs Monate, unter bestimmten Umständen sogar auf bis zu ein Jahr Freiheitsstrafe erkannt worden war bzw. voraussichtlich erkannt werden würde, wenn die Tat noch nicht abgeurteilt war. Dieses politische Signal wurde von der Richterschaft, die inzwischen wieder belastete ehemalige Nationalsozialisten in ihren Reihen hatte, nicht überhört. Mehrere Verfahren wurden eingestellt, zu einer Anklageerhebung kam es deutlich seltener und lediglich die Fälle von schwerem Landfriedensbruch wurden noch regelmäßig vor Gericht abgeurteilt.

### Bezeichnungen
Die Ereignisse wurden bereits 1938 von Tätern, Augenzeugen und Betroffenen sehr verschieden bezeichnet. Seit ihrem 50. Jahrestag 1988 wurde der verbreitete Ausdruck „(Reichs-)Kristallnacht“ zunehmend problematisiert. Die Debatte um die angemessene Bezeichnung ist offen.

#### Zeitgenössische Bezeichnungen
Die in die Konzentrationslager verschleppten Opfer sprachen von der „Rath-Aktion“ oder der „Mordwoche“. Victor Klemperer schrieb in sein Tagebuch von der „Grünspan-Affäre“. Walter Tausk fühlte sich an die „Bartholomäusnacht“ erinnert. Viele Augenzeugen der Pogrome erinnerten sich an damals umlaufende Ausdrücke wie „Glasnacht“, „Gläserner Donnerstag“ und „Kristallnacht“, die auf die an diesem Tag zersplitterten Fensterscheiben jüdischer Häuser anspielten. Diese Bezeichnungen scheinen aber nur mündlich tradiert worden zu sein, denn schriftliche Belege für Kristallnacht aus der Zeit des Nationalsozialismus gibt es keine, für Reichskristallnacht nur einen: Der Ministerialdirektor im Reichsarbeitsministerium Wilhelm Börger spottete am 24. Juni 1939 in einer Rede auf dem Gautag des NSDAP-Gaus Hannover-Ost in Lüneburg unter dem Gelächter seiner Zuhörer: „Also die Sache geht als Reichskristallnacht in die Geschichte ein […], Sie sehn, das ist humoristisch erhoben, nicht wahr“. „Reichskristallnacht“ war jedoch kein staatliches Propagandawort. Wahrscheinlich prägte der Berliner Volksmund die Wortschöpfung Kristallnacht angesichts der vielen zerbrochenen Fenster und Kristallleuchter der Synagogen und Geschäfte. Der Ausdruck Reichskristallnacht wandte sich dann gegen die damaligen Machthaber, indem er ihren inflationären Gebrauch der Vorsilbe Reichs- verspottete. Diese regimekritische Bedeutung ist nicht schriftlich belegt, wurde später aber von Zeitzeugen bestätigt. Adolf Arndt (SPD), der im November 1938 in Berlin als Rechtsanwalt tätig war, sagte in der Verjährungsdebatte des Deutschen Bundestages vom 10. März 1965 zu seinem Vorredner Ewald Bucher: „[D]en 8./9. November 1938, den man doch nicht, Herr Bundesjustizminister, als ‚sogenannte Reichskristallnacht‘ bezeichnen sollte. Das ist ein blutiger Berliner Witz gewesen, weil man sich damals nicht anders zu helfen wusste.“
Die Zeitungen der Exil-SPD und der Untergrund-KPD nannten die Ereignisse „Judenpogrome“. Täter der SA und HJ sprachen wie bei den Röhm-Morden von einer „Nacht der langen Messer“. Diesen Ausdruck hörten Opfer als Gerücht über eine ihnen bevorstehende Racheaktion schon im Vorfeld. Die Dienststellen des NS-Regimes und die vom Reichspropagandaministerium gelenkten Medien benutzten Propagandaausdrücke wie „Judenaktion“, „Novemberaktion“, „Vergeltungsaktion“ oder „Sonderaktion“. Die angeordneten Versammlungen des Folgetages nannten sie „antijüdische Demonstrationen“ oder „gerechte Vergeltungskundgebungen“.

#### Bezeichnungen nach 1945

Briefmarke der DDR, 9. November 1963: Niemals wieder Kristallnacht

In Texten der ersten Nachkriegsjahre finden sich Ausdrücke wie „Judennacht“, „Kristallnacht“, „Novemberpogrom“, „Novembernacht“, „Pogromnacht“, „Tag der (deutschen) Scherbe“, „Reichsscherbenwoche“, „Reichskristalltag“, „(Reichs-)Kristallwoche“, „Reichstrümmertag“, „Synagogenbrand“, „Synagogensturm“, „Synagogenstürmernacht“, „Verfolgungswoche“.
In der DDR wurden die Ereignisse in der Regel „faschistische Pogromnacht“ genannt. In der Bundesrepublik setzten sich „Kristallnacht“ (Brockhaus 1952) und „Reichskristallnacht“ durch. Diese werden bis heute sowohl umgangssprachlich als auch lexikalisch verwendet, auch in anderen Ländern und unter Historikern, jedoch meist mit kritischer Distanz, angedeutet durch Anführungszeichen.
Da der Ausdruck widersprüchliche Mitbedeutungen anklingen lässt, die nur Kenner seiner Entstehung verstehen, stieß er schon früh besonders bei den Opfernachfahren auf Kritik und Ablehnung. So befürchtete die „Notgemeinschaft der durch die Nürnberger Gesetze Betroffenen“ am zehnten Jahrestag 1948:

„Ehe es soweit ist, dass sich dieses falsche Wort im allgemeinen Sprachgebrauch so eingebürgert hat, dass es nicht mehr wegzubringen ist, möchten wir darauf hinweisen, welche Entstellung mit der Benutzung dieses Wortes verbunden ist. Das Wort ‚Kristallnacht‘ ist nicht von den früher Verfolgten erdacht und in den Sprachgebrauch gebracht worden.“

Dennoch wurde der Ausdruck öffentlich und fachlich üblich, weil er die unausgesprochenen Widersprüche griffig zusammenfasste:
- „Reichs-“ als Hinweis auf das propagandistisch bemäntelte Regierungsverbrechen, das alle Bürger einbezog,
- „Kristall-“ als ironische Beschönigung für die Zerstörung von menschlichem Glück, Leben, Eigentum, Miteinander,
- „Nacht“ als Metapher für die politische Finsternis, die sich bis 1945 fortsetzte und ins Ungeheure steigerte.

1982 parallelisierte die Rockband BAP in ihrem Rocksong Kristallnaach die Novemberpogrome mit problematischen Aspekten der Gegenwart und erhob sie so „zu einer Metapher für jede Art von unmenschlichem Verhalten“. Damit trug sie zu einer Historisierung des Nationalsozialismus bei und verkürzte die Ursachen der Pogrome im Sinne eines unterkomplexen Antikapitalismus.
Seit 1988 intensivierte sich die Bezeichnungsdebatte. Entstehung und regimekritischer Sinn des Ausdrucks Reichskristallnacht geriet weithin in Vergessenheit. Er wirkte nur noch zynisch gegenüber den Opfern und Überlebenden, als wären damals nur Fensterscheiben zu Bruch gegangen. So verlangte etwa Avraham Barkai 1988, die Bezeichnung müsse aus der Geschichtsschreibung verschwinden, weil sie böswillig-verharmlosend sei und Assoziationen an ein Fest erwecke.

#### Heutige Bezeichnungen
Heute wird die Bezeichnung Kristallnacht als euphemistisch empfunden. Die Alternativbegriffe sind laut dem Germanisten Ole Löding aber ebenfalls problematisch. Die seit der Mitte der 1980er Jahre von Politik und Medien öfter verwendete Bezeichnung Reichspogromnacht fördert Kritikern zufolge die notwendige Vergangenheitsbewältigung nicht, sondern täuscht sie eher als erledigt vor. Dass die Umbenennung nur im deutschen Sprachraum stattfand, könne den Austausch mit anderssprachiger Forschung und ausländischer Literatur erschweren. Die Bezeichnung als „Pogrom“ stellt die Aktionen lokalen und regionalen Massakern an Juden seit dem Mittelalter an die Seite, erfasst aber nicht ihre Organisation durch eine Staatsregierung für ein ganzes Staatsgebiet, die eine landesweite Enteignungs-, Deportations- und Vernichtungspolitik einleitete. Dies kann dazu beitragen, den Holocaust zu verharmlosen. Zudem undifferenziert auf das Reich abhebe, als ob es vom mittelalterlichen Heiligen Römischen Reich bis zum Dritten Reich eine Kontinuität gäbe. Immerhin deute er mit dem metaphorischen Wortbestandteil Nacht die Verdunkelung von Menschlichkeit und Vernunft an. Zudem stellt die Vorsilbe Reichs-, die sich in zahlreichen Wendungen der Zeit finde, nach Wolfgang Benz „eine nachträgliche Referenz an die Sprache des Unmenschen“ dar. Die Bezeichnung Reichspogromnacht sei unhistorisch und verhöhne unbeabsichtigt die Opfer.
Einige neuere historische Untersuchungen bevorzugen deshalb die Bezeichnung Novemberpogrom(e). Sie soll emotionale Assoziationen vermeiden und so einen sachlichen Rückblick auf das Geschehen fördern. Monatsangabe und Plural deuten die längere Dauer der Ausschreitungen und der folgenden KZ-Inhaftierungen an. Sie gilt als die am wenigsten problematische Bezeichnung. Gleichwohl wird Reichskristallnacht weiterhin gebraucht. Der Politologe Harald Schmid wies auf die Dialektik des Begriffs hin: Er sei einerseits als internationales Fachwort für Historiker unaufgebbar, andererseits verbiete sich eine distanzlose Übernahme wegen der komplexen Mitbedeutungen. Schmid folgerte daraus:

„Doch das Wort bleibt auch ein nützlicher sprachlicher Stolperstein. Denn die scheinbar bloß etymologische und semantische Kontroverse führt geradewegs zum Gespräch über die ganze NS-Vergangenheit, den kritischen Umgang mit ihr und das Bemühen um moralische Genauigkeit – auch in der heutigen Benennung politischer Verbrechen.“

### Kommunales Gedenken

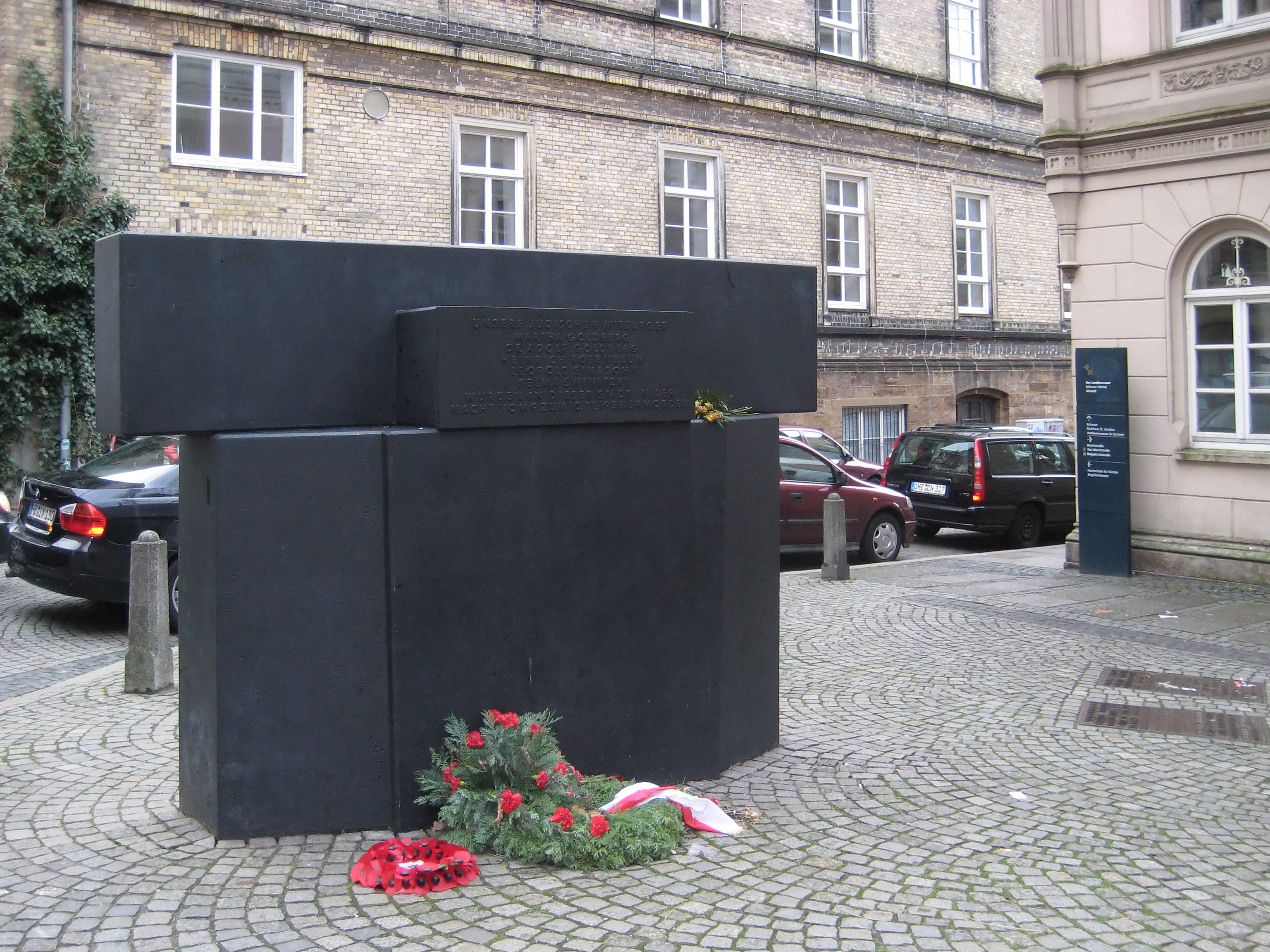
Mahnmal für die Opfer der „Reichskristallnacht“ in Bremen (1982 in Nähe der damals zerstörten Synagoge errichtet)

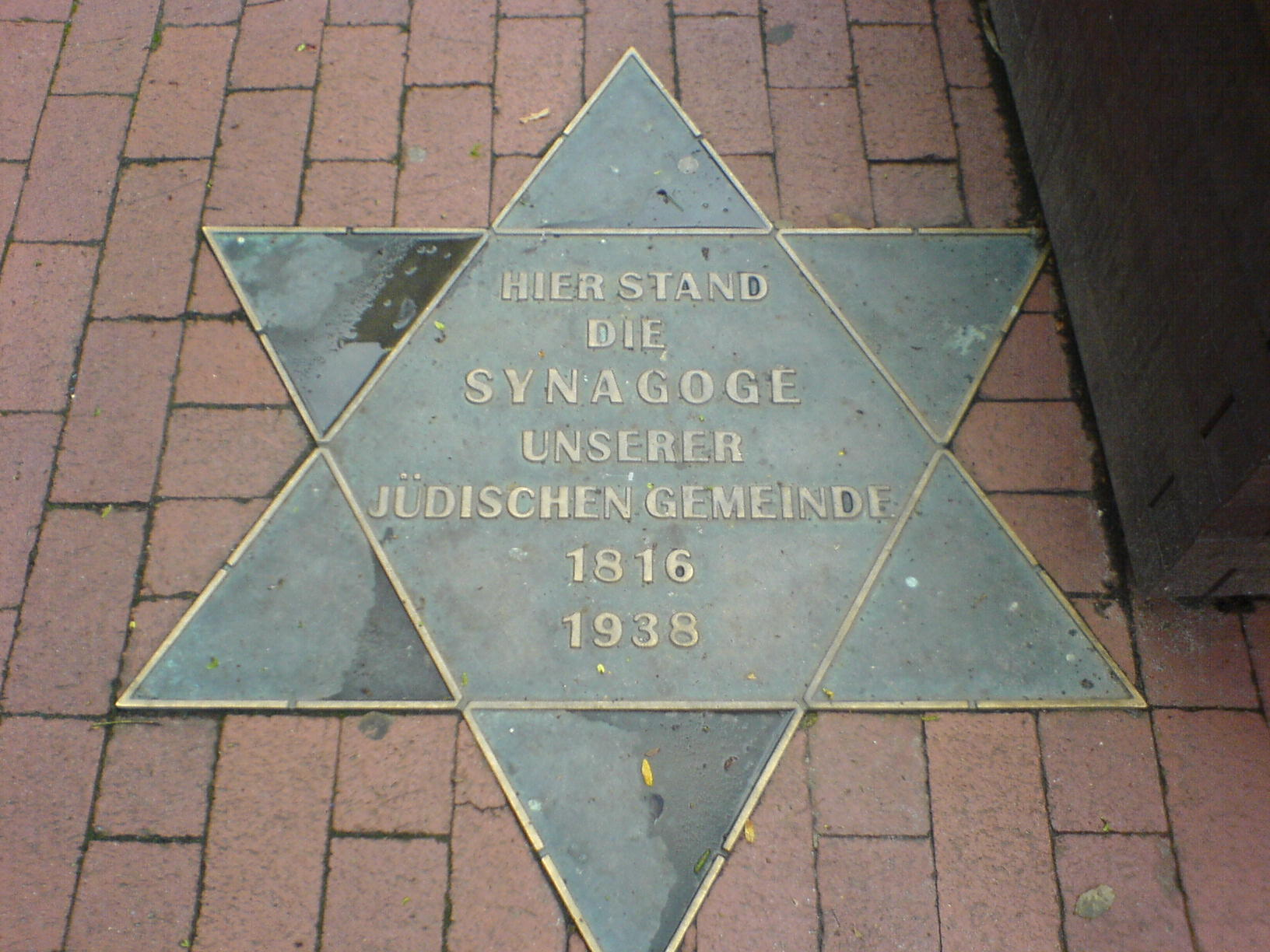
Gedenkplatte in Wittmund

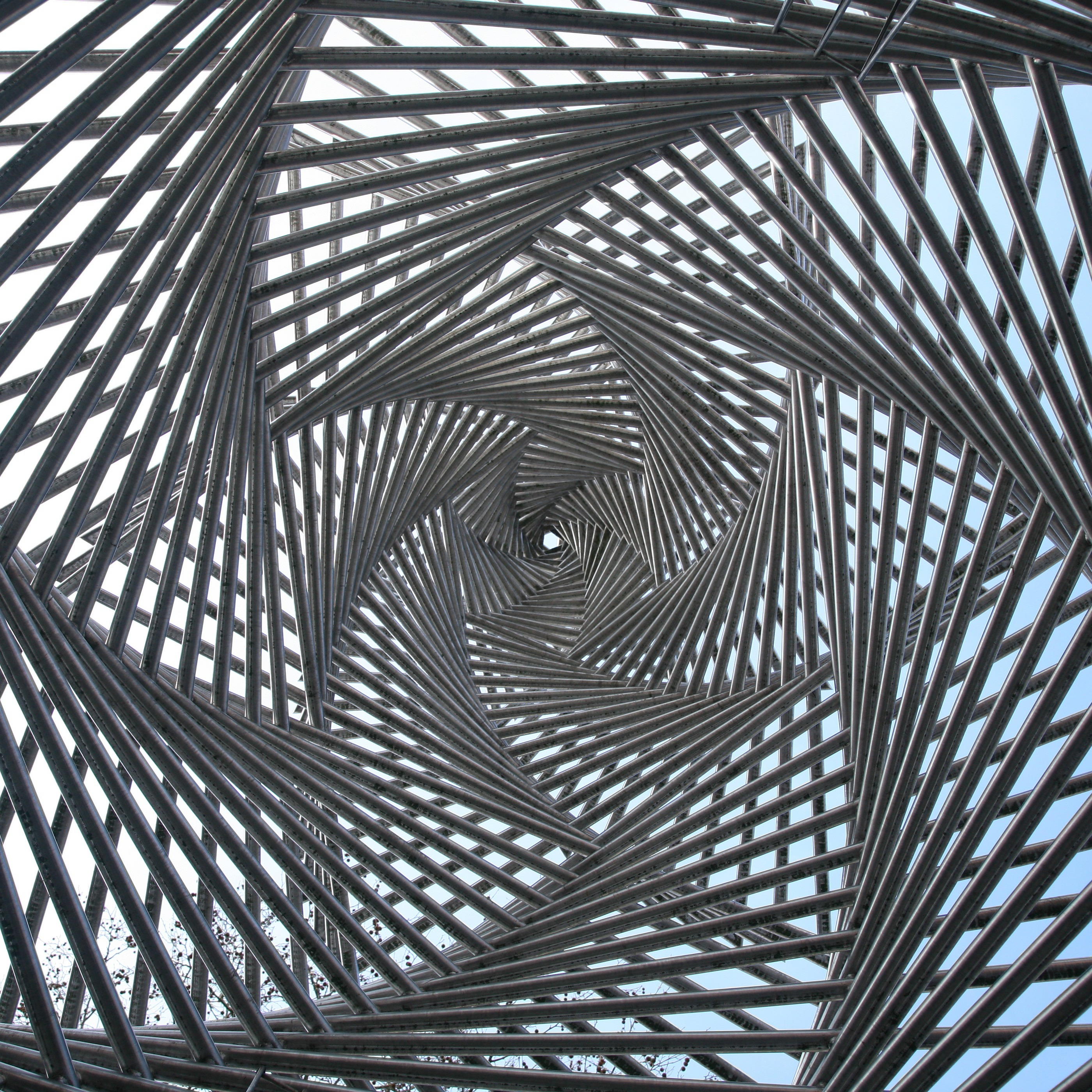
Denkmal der Kristallnacht in Göttingen, Werk des Künstlers Corrado Cagli, geschaffen durch die Komposition von Hunderten von Davidsternen, die zusammen fast die Form einer Flamme annehmen. Sie wurde von 1970 bis 1973 an der Stelle der in der tragischen Nacht zerstörten Synagoge errichtet.

Besonders in einigen deutschen und österreichischen Städten, in denen bis 1938 eine intakte Synagoge stand, wird jährlich am 9. November der Pogrome gedacht. Die Form dieser Erinnerung hat sich seit 1945 erheblich gewandelt.
Bis 1958 waren meist lokale jüdische Gemeinden die Hauptträger der Veranstaltungen, oft unterstützt von anderen Opfergruppen wie der Vereinigung der Verfolgten des Naziregimes (VVN), gewerkschaftlichen und außerparlamentarischen Oppositionsgruppen. Sie wandten sich gemeinsam z. B. gegen neue antisemitische Tendenzen, zu langsame und mangelnde Bestrafung nationalsozialistischer Verbrechen und unzureichende Wiedergutmachung.
Seit 1963 wurde der 9. November in den meisten betroffenen Orten regelmäßig als Gedenktag an die „Kristallnacht“ unter dem Motto „Als die Synagogen brannten“ begangen. Im Vordergrund standen dabei die Gewalt und Zerstörung einer einzigen Nacht, während die folgende Deportation in KZs, „Arisierung“ und die Rolle der Zuschauer vielfach kaum bedacht wurden. Bis 1973 ging die Zahl dieser Gedenkveranstaltungen und die Teilnahme daran zurück. Aktuelle politische Ereignisse wie die Studentenbewegung, der Yom-Kippur-Krieg oder der 50. Jahrestag des Hitler-Ludendorff-Putsches überschatteten das Datum.
Zum 40. Jahrestag 1978 gewann das Gedenken an die Novemberpogrome ungeahnte Popularität. Gegenüber 1973 verzehnfachte sich die Anzahl der Gedenkveranstaltungen. Die spezifisch jüdische Verfolgungsgeschichte wurde nun erheblich differenzierter wahrgenommen, erforscht und gewürdigt. Der Begriff „Reichskristallnacht“ wurde kritisch hinterfragt und die historische Einordnung der Novemberpogrome als Beginn der „Endlösung“ oder Etappe auf dem Weg dorthin erörtert. Auch die Haltung des damaligen Publikums als Komplizen oder schweigende Zuschauer wurde vermehrt diskutiert.
Trotz des Eklats im Bundestag 1988 fand das Datum seinen festen Platz in der kommunalen und regionalen Erinnerungskultur. Oft wird es nicht nur als Rückblick, sondern als Tag des Antirassismus begangen, bei dem aktuelle Friedenspolitik, Rechtsextremismus oder Asylpolitik thematisiert werden. Seit einigen Jahren wird auch die spezifische Lokalgeschichte genauer untersucht und in das Gedenken einbezogen: etwa indem sämtliche Namen der jeweils vor Ort ermordeten, deportierten, vertriebenen und geschädigten jüdischen Personen verlesen werden und Überlebende oder Augenzeugen ihre persönliche Geschichte erzählen.

### Kirchliches Gedenken
Seit der Perikopenrevision ist der Tag des Gedenkens an die Novemberpogrome am 9. November Teil des Kirchenjahres der Evangelischen Kirche in Deutschland, mit folgenden liturgischen Elementen:
- liturgische Farbe: violett
- Spruch des Tages: „Wer weiß, Gutes zu tun, und tut’s nicht, dem ist’s Sünde.“ (Jak 4,17 LUT)
- Psalm 74,1–3.8–11.20–21 LUT
- Lieder des Tages: Evangelisches Gesangbuch Nr. 146 „Nimm von uns, Herr, Du treuer Gott“ und Nr. 235 „O Herr, nimm unsre Schuld“
- das Halleluja entfällt aufgrund des Bußcharakters
- Predigtreihe I.   (2025; 2031; ...) Mk 14,66–72 LUT (Evangelium)
- Predigtreihe II.  (2026; 2032; ...) 1 Petr 5,8–9 LUT (Epistel)
- Predigtreihe III. (2021; 2027; ...) Spr 24,10–12 LUT (Alttestamentliche Lesung)
- Predigtreihe IV.  (2022; 2028; ...) Lk 22,31–34 LUT
- Predigtreihe V.   (2023; 2029; ...) Mt 24,23–27 LUT
- Predigtreihe VI.  (2024; 2030; ...) 2. Mose 1,15–22 LUT
- weitere Texte: Spr 31,8-9 LUT, Eph 6,10-17 LUT und Offb 20,11-15 LUT[143]

### Österreich

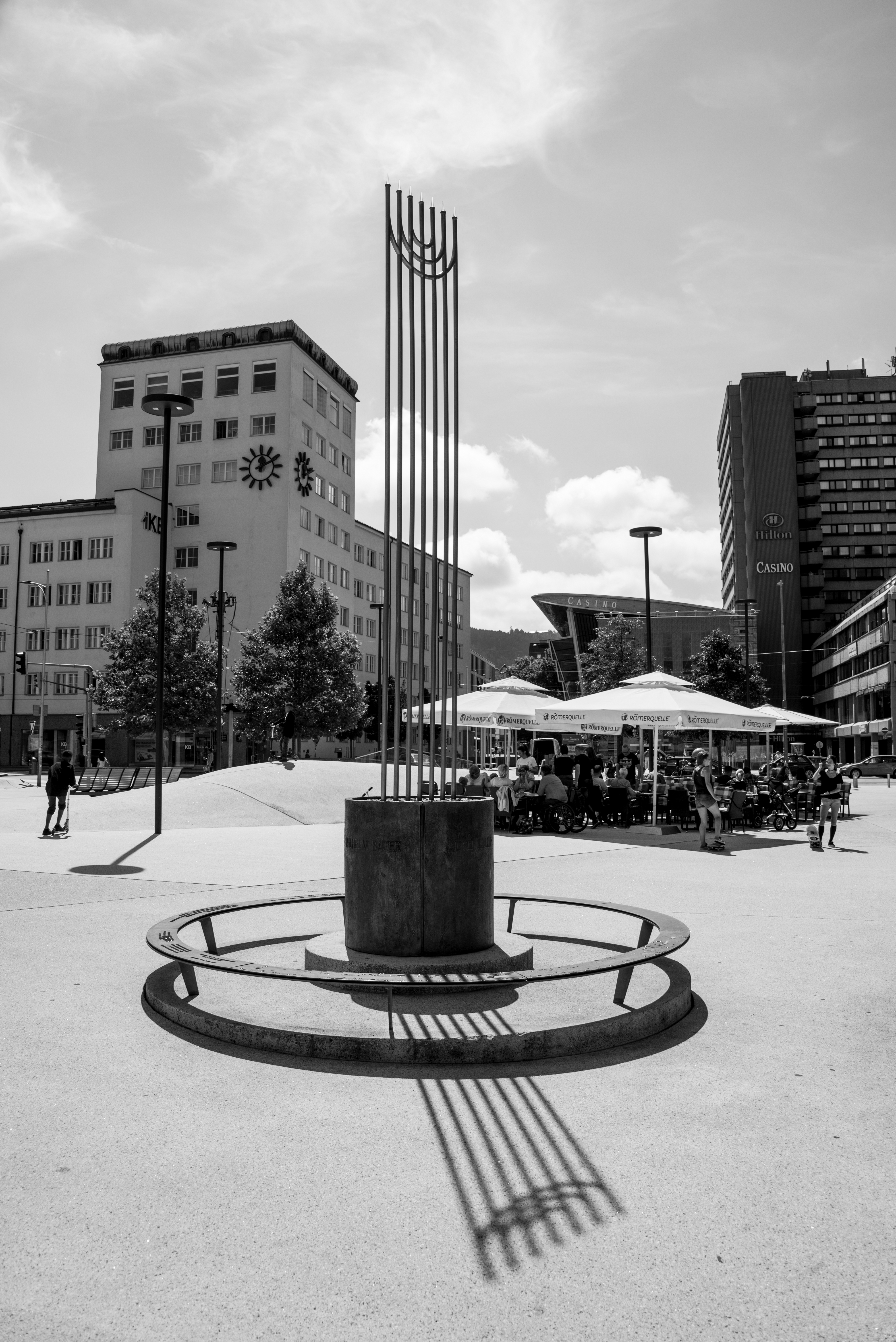
Pogromdenkmal, Innsbruck

Das Wiener Volkstheater stellt seit 1993 jährlich eine Bühne für Berichte von Zeitzeugen der Novemberpogrome zur Verfügung. In München wirken Vertreter jüdischer Gemeinden und die Bürgerinitiative Gegen Vergessen – Für Demokratie bei den Gedenkfeiern zusammen. In Innsbruck wurde 1997 ein Pogromdenkmal errichtet, initiiert von Jugendlichen und entworfen von einem Schüler.
Anlässlich des 75. Jahrestags des Novemberpogroms präsentierte das Burgtheater am 20. Oktober 2013 Die letzten Zeugen, ein Zeitzeugenprojekt zur Shoah von Doron Rabinovici und Matthias Hartmann im Wiener Burgtheater. In Anwesenheit von sechs Überlebenden des Holocausts lasen Burgschauspieler deren Erinnerungstexte, gegen Ende des Abends traten die betagten Zeitzeugen an die Rampe und sprachen einige persönliche Worte. Im zweiten Teil des Abends konnte das Publikum in drei Foyerräumen an jeweils zwei Zeitzeugen Fragen richten. Die Produktion wurde 2014 zum Berliner Theatertreffen, ans Staatsschauspiel Dresden und ans Deutsche Schauspielhaus in Hamburg, sowie 2015 ans Schauspiel Frankfurt eingeladen.

### Nationales Gedenken
Seit 1978 hat der 9. November auch auf Bundesebene den ihm gebührenden Rang als festes Erinnerungsdatum eingenommen. Ein gemeinsamer Vorstoß des Zentralrats der Juden, der Gewerkschaft Erziehung und Wissenschaft (GEW) und der Kultusministerkonferenz löste damals zahlreiche Schulveranstaltungen aus. Aktionswochen und Schweigemärsche gegen Neonazismus fanden starken Zuspruch. Alle Landesregierungen und Bundespräsident Walter Scheel beteiligten sich mit eigenen Gedenkveranstaltungen.
Der fünfzigste Jahrestag 1988 geriet jedoch zum Skandal: Bei der zentralen Gedenkfeier des Bundestages durften Repräsentanten der jüdischen Opfergruppe nur am Rande mitwirken. Heinz Galinski sollte dort nicht sprechen, weil er zuvor in der Volkskammer der DDR aufgetreten war. Die Rede des Bundestagspräsidenten Philipp Jenninger wirkte in Teilen wie eine Entschuldigung der Mitläufer des Nationalsozialismus.
1990 war der 9. November zeitweise auch als deutscher Nationalfeiertag im Gespräch. Wegen des Mauerfalls von 1989 stand das Datum für den entscheidenden Durchbruch zur Wiedervereinigung. Es hätte zudem einen Bezug zu einigen historischen Ursachen der Novemberpogrome hergestellt: zur Novemberrevolution von 1918 sowie zum Hitler-Ludendorff-Putsch von 1923. Darin sah eine Minderheit der Bundestagsabgeordneten eine Chance zu einer gesamtdeutschen Identität, welche die Freude über die Wiedervereinigung bewusst mit der Erinnerung an den Wendepunkt zum Holocaust als tiefster Schattenseite der deutschen Geschichte verbindet.
Zum Tag der Deutschen Einheit wurde dann aber der 3. Oktober erklärt. 1996 erklärte Bundespräsident Roman Herzog den 27. Januar, an dem sowjetische Truppen 1945 das KZ Auschwitz-Birkenau befreiten, zum Tag des Gedenkens an die Opfer des Nationalsozialismus und begründete dies so:

„Die Erinnerung darf nie enden; sie muss auch künftige Generationen zur Wachsamkeit mahnen. Es ist deshalb wichtig, nun eine Form der Erinnerung zu finden, die in die Zukunft wirkt. Sie soll Trauer über Leid und Verlust ausdrücken, dem Gedenken an die Opfer gewidmet sein und jeder Gefahr der Wiederholung entgegenwirken.“

Für viele Gruppen und Personen, die sich mit den Folgen des Antisemitismus auseinandersetzen, wirkt der 27. Januar in der Bevölkerung bisher nicht ausreichend als Anstoß zum nationalen Gedenken der NS-Zeit. Darunter sind der Antisemitismusforscher Wolfgang Benz und der Arbeitskreis „Israel und Kirche“ in der EKD:

„Der 9. November ist durch keinen anderen Gedenktag zu ersetzen. Am 27. Januar, dem staatlichen Gedenktag, wird aller Opfer der nationalsozialistischen Gewaltherrschaft gedacht. Das Gedenken der schuldig Gewordenen und ihrer Nachkommen unterscheidet sich vom Gedenken der Opfer und ihrer Nachkommen. Es muss Gewissen treffendes Gedenken sein, sonst droht die Gefahr, der eigenen Geschichte auszuweichen, indem man sich unberechtigt auf die Seite der Opfer stellt.“

## Historische Einordnung
Die Pogromnacht wird heute als aktionistische Radikalisierung der auch von der Parteibasis vorangetriebenen Judenvertreibung (Dieter Obst), als deren teils organisierte, teils improvisierte staatliche Zentralisierung (Rita Thalmann) oder als gezielter umfassender Angriff des Regimes auf die noch vorhandenen moralisch-ethischen Grundlagen und Reste eines rechtsstaatlichen Bewusstseins der Deutschen (Jörg Wollenberg) interpretiert.
Aus der Chronologie der Ereignisse wird in der Forschungsliteratur geschlossen, dass die Pogrome nicht auf längerfristige Planungen zurückgingen, sondern erst nach dem Attentat auf vom Rath (Uwe Dietrich Adam) bzw. nach dessen Ableben (Alan E. Steinweis) von Goebbels und Hitler kurzfristig beschlossen wurden. Bislang hatte er die radikalen Antisemiten in der NSDAP immer gebremst, doch nach den Erfolgen seines Regimes glaubte er, keine außenpolitischen Rücksichten mehr nehmen zu müssen. Peter Longerich sieht in den Pressemeldungen des 7. November einen Hinweis darauf, dass man bereits zu diesem Zeitpunkt entschlossen war, das Attentat für eine massive antisemitische Kampagne auszunutzen – anders als zwei Jahre zuvor das Attentat auf Wilhelm Gustloff. Auch auf das Ziel dieser Kampagne gebe die Formulierung einen Hinweis: Es ging um die völlige Verdrängung der Juden aus dem deutschen Wirtschaftsleben.
Lange war unter Historikern unklar, welche Rolle Hitler bei der Auslösung der Pogrome gespielt hatte. Der ehemalige SS-Sturmbannführer Luitpold Schallermeier sagte nach dem Krieg aus, Hitler habe ihm am 10. November erklärt, die SS solle sich „aus dieser Aktion heraushalten […] Als ich den Führer fragte, hatte ich den Eindruck, dass er von den Vorgängen nichts wusste.“ Aus diesen und anderen, widersprüchlichen Quellen wurde geschlossen, dass die Pogrome auf Goebbels und die Reichspropagandaleitung zurückgingen, Hitler sei an der Entscheidungsfindung unbeteiligt gewesen. Dabei spielten auch apologetische Motive eine Rolle. Aus Goebbels’ Tagebucheinträgen geht aber hervor, dass durchaus Hitler Bescheid wusste. Die Historikerin Angela Hermann identifiziert ihn als den Hauptverantwortlichen für die Pogrome. Der scheinbar 1924 aufgelöste „Stoßtrupp“ existierte als Traditionsverband weiter. 39 führende Mitglieder waren am 9. November im Alten Münchner Rathaus versammelt und beteiligten sich in vorderster Reihe an den Gewalttaten.
Die Synagogenzerstörung war der Auftakt der systematischen „Arisierung“ und der Vertreibung der Juden aus Deutschland. Die Frage, welche Rolle sie im Prozess der Radikalisierung der nationalsozialistischen Judenpolitik bis hin zum Holocaust spielte, wird in der Forschung unterschiedlich beantwortet. Der Historiker Hans-Jürgen Döscher sieht in der Besprechung im Reichsluftfahrtministerium vom 12. November „den Übergang von der Verfolgung zur existentiellen Vernichtung der Juden in Deutschland“. Der deutsch-amerikanische Historiker Peter Loewenberg sieht in den Geschehnissen ein „öffentliches Demütigungsritual“: Es sei dem Regime um einen Test gegangen, wie weit die Bevölkerung antisemitische Gewalt dulden oder unterstützen würde. Insofern sei die Kristallnacht eine „Vorbereitung für Entmenschlichung und Mord“ gewesen. Wolfgang Benz urteilt: „Der Holocaust begann im November 1938“. Auch der Historiker Hans Mommsen sieht mit der „Reichskristallnacht“ einen „Rubikon überschritten“: Die Juden seien von da an vogelfrei gewesen, ein „‚sanitäres Problem‘ […], das zu lösen sich Gestapo und SD anschickten“.
Dem widerspricht der Historiker Frank Bajohr: Zwischen dem Novemberpogrom und dem Holocaust habe es „keine ungebrochene Kontinuitätslinie“ gegeben. Heinrich August Winkler betont, es sei den Nationalsozialisten 1938 noch darum gegangen, „die Juden aus Deutschland herauszubringen“ (so Hitler gegenüber dem polnischen Außenminister Józef Beck am 5. Januar 1939); die Entscheidung zum Mord sei zu diesem Zeitpunkt noch nicht gefallen. Nach Henning Köhler war mit dem Pogrom die „Judenfrage“ im nationalsozialistischen Sinne „im Grunde gelöst“: Es blieb nur ein kleiner, sozial und ökonomisch marginalisierter und zudem überalterter Teil der deutschen Judenheit im Land, der in der Öffentlichkeit kaum noch in Erscheinung trat: „Ohne Krieg hätte sich das Problem durch weitere Auswanderung und den Tod der Alten erledigt.“ Der amerikanische Historiker Peter Hayes glaubt dagegen, 1938 sei dem Regime klargeworden, „dass das Reich die Juden nicht schneller vertreiben konnte, als es sie zu erobern plante“. Diese Erkenntnis habe zur Beschleunigung der Judenverfolgung und zum Übergang zu offener Gewalt beigetragen.